# Vereinbarkeit von Familie und Beruf
Unter der Vereinbarkeit von Familie und Beruf versteht man seit dem 20. Jahrhundert die Möglichkeit Erwachsener im arbeitsfähigen Alter, sich zugleich Beruf und Karriere einerseits und dem Leben in der Familie und der Betreuung von Kindern und pflegebedürftigen Personen andererseits zu widmen, unter Berücksichtigung der Schwierigkeiten, die dabei auftreten können. Bezieht man auch Bereiche wie Freundschaften und Hobbys mit ein, spricht man allgemeiner von der Vereinbarkeit von Beruf, Privat- und Familienleben. Der englischsprachige Begriff Work-Life-Balance bezeichnet ein anzustrebendes Gleichgewicht im Allgemeinen, auch für Singles, und wird vor allem in Bezug auf betriebliche Aspekte wie etwa familienfreundliche Arbeitszeiten sowie auf Möglichkeiten zur Verbesserung des individuellen Gleichgewichts verwendet.
Eine Balance zwischen verschiedenen Bereichen in der Arbeits- und Lebenswelt zu ermöglichen, gilt als eine wichtige gesellschaftspolitische Herausforderung, als ein betrieblich relevantes Thema bezüglich Wirtschaftlichkeit und Organisationskultur sowie als ein sozial, kulturell und pädagogisch bedeutsames Thema bezüglich der Gestaltung von Familienkultur. Die Thematik berührt wichtige individuelle Fragen der Lebenseinstellung und des Lebensstils. Die Situation ist dabei aus historischen, kulturellen oder politischen Gründen in den verschiedenen Staaten sehr unterschiedlich.

## Gesellschaftlicher und politischer Kontext
Zu einzelnen Ländern siehe Vereinbarkeit von Familie und Beruf in einzelnen Staaten.
Wurde die Vereinbarkeit von Familie und Beruf ursprünglich mehr als die Frage angesehen, ob sich Mutterschaft und Berufstätigkeit überhaupt vereinbaren lassen, entwickelte sich der gesellschaftliche Diskurs in den Industrienationen im Zuge der Emanzipation in die Richtung, wie sich für Mütter und Väter eine Berufstätigkeit mit der Erziehung der Kinder zeitlich vereinbaren lässt. Diesem Diskurs liegt die Annahme zugrunde, dass beide Elternteile erwerbstätig sein wollen oder müssen, dass also die elterliche Berufstätigkeit subjektiv als wertvoll betrachtet wird, etwa weil sie Zufriedenheit gewährt, Sinn stiftet, die soziale Einbindung fördert, die wirtschaftliche Existenz bzw. den Lebensstandard sichert oder weil mehrere dieser Gründe zutreffen.
Sinkende Geburten- und Fertilitätsraten wirken sich in manchen Ländern auf die bisherige Sozial- und Familienpolitik sowie die Arbeitsmarktpolitik aus. Angesichts der Veränderung der Altersstruktur und des Anstiegs der Lebenserwartung in vielen Ländern rückt inzwischen auch die Betreuung und Pflege älterer oder pflegebedürftiger Angehöriger stärker in den Mittelpunkt des Interesses, auch der Politik. Parallel dazu findet eine gesellschaftspolitische Debatte statt und vollzieht sich ein allmählicher Paradigmenwechsel in Bezug auf Beschäftigungsmodelle sowie in Bezug auf das zugrunde liegende Gesellschafts- und Familienmodell. Diskutiert wird, inwieweit es wünschenswert sei, dass beide Eltern teilweise oder voll berufstätig sind, und wie die Unterstützung von Alleinerziehenden zu gestalten ist.

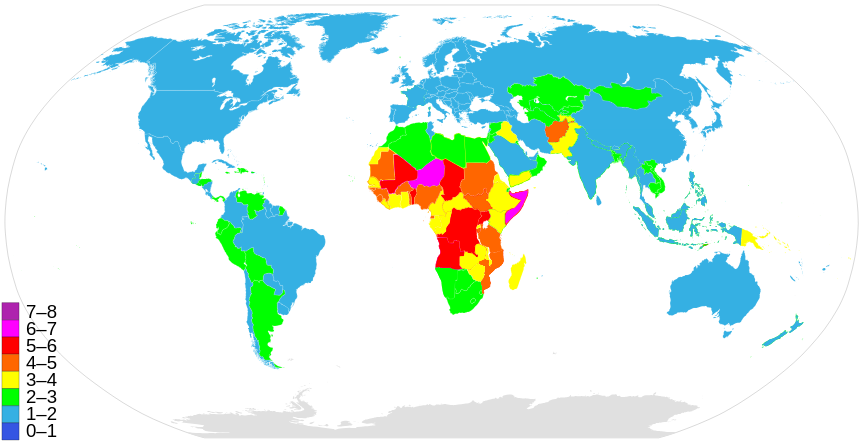
Weltkarte nach Fertilitätsraten

Bis in die 1950er Jahre und darüber hinaus gehörte die Nichterwerbstätigkeit der Ehefrau – auch in kinderlosen Ehen – zum bürgerlichen Familienideal. Wortprägungen wie „weibliche Doppelverdiener“ wie auch der damals negativ konnotierte Begriff „Schlüsselkind“ wiesen zu dieser Zeit in Westdeutschland auf ungern gesehene Abweichungen vom Frauen- und Familienleitbild.
Vielfach wurde angenommen, der technische Fortschritt des 20. Jahrhunderts werde mehrheitlich zur Verringerung der Arbeitszeit und zu einem Anwachsen der Freizeit führen. Auch eine mit dem Übergang von der Industrie- zur Dienstleistungsgesellschaft verbundene Humanisierung der Arbeitswelt wurde prognostiziert. Diese Vorhersagen sind jedoch bisher nicht eingetreten. Im Gegenteil stellt eine Familie heute dem Arbeitsmarkt im Durchschnitt tendenziell deutlich mehr Stunden Arbeitszeit zur Verfügung, als sie es Mitte des 20. Jahrhunderts tat. Es wird gesagt, die gegenwärtige Ausrichtung der Gesellschaft und ökonomische Zwänge hätten vielmehr zu einem Anwachsen des Konsums, zu längeren Arbeitszeiten und zu einer Abwertung des Lebensbereichs Familie geführt.
Um die Jahrtausendwende rückte auch das Kindeswohl ins Zentrum des Interesses. Die Meinung, Vorschulkinder litten unter der Berufstätigkeit der Mutter, herrscht vor allem in den alten Bundesländern der Bundesrepublik Deutschland, und zwar stärker als in jedem anderen Land der EU. Studien belegen, dass die Frage, ob Kinder aus der Situation einen Nachteil oder auch einen Vorteil beziehen, nicht mit „Ja“ oder „Nein“ beantwortet werden kann: Die Wirkung der Berufstätigkeit auf das Kind hängt von Kontextfaktoren ab, insbesondere vom beruflichen Kontext, von der Art der Zeit- und Geldverwendung, von der Qualität der nichtelterlichen Kinderbetreuung und von der Zufriedenheit der Frau mit ihrer Rolle. Die Thematik ist seit den 1990ern Ziel einer extensiven statistischen Langzeitstudie in den USA.
Teilweise vertreten verschiedene gesellschaftliche Gruppen jeweils den Standpunkt der Wahlfreiheit, allerdings mit unterschiedlicher Gewichtung: Die eine Seite hebt die Möglichkeit zur Erwerbsarbeit auch mit Kindern hervor, die andere betont die Freiheit, auch die traditionelle Familienform zu wählen. Bei dieser gesellschaftlichen und politischen Debatte geht es immer auch um die Folgen der Modelle für die Gesellschaft, etwa um ökonomische Auswirkungen.
Heute gilt die Vereinbarkeit von Familie und Beruf als eine der zentralen beschäftigungs- und sozialpolitischen Herausforderungen in Europa und in den einzelnen europäischen Staaten z. B. Deutschland, Österreich und der Schweiz. In Deutschland werden Infrastrukturmaßnahmen in Kombination mit Änderungen der familienbezogenen Transferleistungen und der Besteuerung insbesondere als wesentlich für eine Verringerung der Kinder- und Familienarmut genannt. Die Vereinbarkeit von Familie und Beruf steht auch in engem Zusammenhang mit dem Ziel der Gleichstellung von Mann und Frau in der Gesellschaft in Familie und Beruf.

### Geschlechterkulturelle Familienmodelle
Seit Mitte bis Ende des 20. Jahrhunderts ist in Industrienationen eine Lockerung rigider Geschlechterrollen zu beobachten. Soziokulturelle Bedingungen der Familie in verschiedenen Ländern lassen sich untersuchen durch eine Unterscheidung nach der Art, wie die Aufgaben der Erwerbstätigkeit und der Verantwortung für die Familienarbeit aufgeteilt sind. So sind durch die Soziologin Birgit Pfau-Effinger insbesondere folgende Modelle elterlicher Rollenverteilungen in Erwerbstätigkeit und Familie, auch „geschlechterkulturelle Familienmodelle“ genannt, typisiert worden:
1. Familienökonomisches Modell – beide Eltern sind im eigenen landwirtschaftlichen oder kleingewerblichen Betrieb tätig.
2. Traditionelles bürgerliches Modell, auch Hausfrauenehe, Versorgerehe, (männliches) Ernährermodell oder Einverdienermodell genannt – Rollenverteilung, bei der der Mann in Vollzeit berufstätig ist und die Frau die alleinige oder nahezu alleinige Verantwortung für die Familienarbeit hat.
3. Modernisiertes bürgerliches Modell, auch Zuverdienermodell (bzw. Zuverdienerinmodell), Vereinbarkeitsmodell der Versorgerehe oder modernisiertes (männliches) Ernährermodell genannt – Rollenverteilung, bei der der Mann in Vollzeit berufstätig ist und die Frau in Teilzeit arbeitet und zugleich die alleinige oder nahezu alleinige Verantwortung für die Familienarbeit hat.
4. Egalitär-erwerbsbezogenes Modell, auch Doppelversorgermodell mit externer Kinderbetreuung genannt – Rollenverteilung, bei der beide Eltern in Vollzeit erwerbstätig sind und vorwiegend externe Kinderbetreuung herangezogen wird.
5. Egalitär-familienbezogenes Modell, auch Doppelversorger/Doppelbetreuer-Modell genannt – Rollenverteilung, bei der beide Eltern zu annähernd gleichen Teilen in Teilzeit erwerbstätig sind und sich die Verantwortung für die Familienarbeit partnerschaftlich teilen.

Die Terminologie „traditionell“ bezieht sich hier auf ein innerhalb der bürgerlichen Tradition übliches Modell. Bei dieser Typisierung wurden die Modelle (2.) und (3.) von Pfau-Effinger auf das männliche Ernährermodell und das modernisierte männliche Ernährermodell beschränkt, da dies die häufigeren Ausprägungen sind; Modelle mit umgekehrter Rollenverteilung sowie gleichgeschlechtliche Lebensgemeinschaften blieben dabei weitgehend unberücksichtigt. Die Modelle (4.) und (5.) werden auch allgemeiner als „partnerschaftliches Modelle“ oder „Doppelversorgermodelle“ zusammengefasst. Die Unterscheidung der fünf Modelle wurde als Ausgangspunkt genommen für eine Typisierung von Ländern beziehungsweise von Wohlfahrtsregimen nach der Art, wie Geschlechterrollenmodelle reproduziert, verschärft oder abgemildert werden. Als Kriterium hierfür wurde insbesondere die Nähe beziehungsweise Ferne zum männlichen Ernährermodell verwendet.
Bei der genannten Unterscheidung der Familienmodelle ist deutlich, dass die Realitäten in den Familien oft Abwandlungen dieser Modelle, Mischformen oder zeitliche Abfolgen verschiedener Phasen bedeuten; zudem bezieht sich die hier aufgeführte Typisierung nur auf diejenige Familienform, in der zwei Eltern mit Kindern zusammenleben.
Die Arbeitsteilung in der Partnerschaft ist Gegenstand zahlreicher Untersuchungen. Deutschen Studien zufolge wenden Frauen insgesamt wesentlich mehr Zeit für Haus- und Familienarbeit auf als Männer. Dabei sei eine deutliche geschlechtsspezifische Teilung nach Art der Arbeit zu beobachten. Auch wenn einzelne Aufgaben an andere Personen oder Institutionen delegiert werden, liege die Aufgabe der Organisation der Haus- und Familienarbeit meist bei der Frau.
Mit zunehmender Chancengleichheit für beide Geschlechter wünschen und erwarten auch Frauen zunehmend finanzielle und berufliche Unabhängigkeit. Diese Erwartung wird im Zusammenhang mit der hohen Scheidungsrate, den sich ändernden Regelungen zum Unterhalt und der Diskussion um eventuelle Änderungen der Witwen-/Witwerrente in verstärktem Maß auch von der Gesellschaft an sie herangetragen. Die Pluralisierung der Familienformen mit zunehmender Zahl von Patchwork- und Einelternfamilien erfordert gesellschaftliche Anpassungen, um eine finanzielle Überforderung der Unterhalt zahlenden Eltern beziehungsweise der Sozialsysteme zu vermeiden und zugleich eine angemessene Existenzsicherung für alle zu gewährleisten. So wird es zunehmend als wichtig erachtet, dass alle arbeitsfähigen Personen ihren Lebensunterhalt mittel- und langfristig selbstverantwortlich erwirtschaften können. Eine Berufstätigkeit beider Partner dient nicht nur dem momentanen finanziellen Vorteil und dem Berufsinteresse, sondern ebenfalls der Zukunftssicherung. Dies bezieht sich auf die spätere Altersrente, aber auch auf Fälle von Arbeitslosigkeit, Arbeitsunfähigkeit oder Trennung, denn bei Erwerbstätigkeit beider Partner besteht eine geringere Abhängigkeit von staatlicher Unterstützung oder Unterhaltszahlungen. In vielen Familien ist es zudem ökonomisch kaum möglich, dass sich ein Elternteil ganz der Haus- und Familienarbeit widmet – für eine zunehmende Zahl von Haushalten reicht Anfang des 21. Jahrhunderts ein Erwerbseinkommen allein nicht mehr aus, um eine Familie zu ernähren.
Auch unter Männern besteht der Wunsch einer Abkehr von der traditionellen Rollenverteilung. Die Väterbewegung setzt sich für eine Gleichstellung von Mutter- und Vaterrolle ein. Besonders nach einer Trennung oder Scheidung kämpfen Väter vielfach um ihre Mitverantwortung in der Erziehung. In dieser Situation verlieren Männer mit niedrigem Einkommens- und Bildungsniveau besonders häufig den Kontakt zu ihren Kindern. Als Gründe dafür, dass Väter ihre Arbeitszeit relativ selten für die Familienarbeit reduzieren, werden u. a. finanzielle Nachteile aufgrund von Gehaltsunterschieden zwischen Männern und Frauen, fehlende Teilzeitstellen in höheren Positionen sowie eine Profitorientierung der Konzerne, die auf familiäre Bedürfnisse der Angestellten keine Rücksicht nehme, genannt.
Andererseits sind laut einer Studie des Soziologen Martin Schröder statistisch gesehen Väter glücklicher, wenn sie lange Arbeitszeiten haben, Mütter hingegen nicht. Dies gilt vor allem für Mütter und Väter in Paarbeziehungen, nicht für Alleinerziehende. Glücklich sind der Studie zufolge außerdem Väter in selbst gewählter Elternzeit. Als mögliche Erklärungen für die Unterschiede zwischen Männern und Frauen nennt Schröder, dass es Lebenszufriedenheit koste, sich gegen Stereotype zu stellen, oder auch, dass stereotypenkonformes Verhalten vom Partner als attraktiv empfunden werde.
Eine Retraditionalisierung der Rollen findet Studien zufolge oft nach der Geburt des ersten Kindes statt: Selbst bei vorher weitgehend egalitärem Rollenverständnis beider Partner werden nach der Geburt vor allem die Auffassungen der Männer wieder traditioneller, während die der Frauen egalitär bleiben; dies führe oft zu Spannungen in der Partnerschaft. Für Deutschland werden dabei drei auslösende Momente hervorgehoben: „Erstens der berufliche Wiedereinstieg der Mutter als Armutsrisiko, zweitens die Koordination der beruflichen Entwicklung beider Elternteile als Überforderung und drittens geschlechtsspezifische Deutungen bei der Kinderbetreuung und Hausarbeit“. Dass Erwerbsmuster stark geschlechtsspezifisch geprägt sind, zeigt sich in den Teilzeitquoten, die europaweit bei Männern weitaus geringer sind als bei Frauen.
In als „konservativ“ bezeichneten Ländern, in denen das traditionelle und das modernisierte bürgerliche Modell vorherrschen, geht es im gesellschaftlichen Diskurs wie auch in der individuellen Entscheidung stets auch um die Frage einer Beibehaltung oder eines Wandels einer kulturell verankerten Idealvorstellung einer Familie, in der die Mutter (oder der Vater) regelmäßig zumindest den halben Tag in der Familie verbringt. In Unterstützung traditioneller Modelle wird unter anderem für eine Anerkennung privater Arbeit in Form eines Erziehungsgehalts argumentiert, gegebenenfalls mit Unterstützung des Wiedereinstiegs für Berufsrückkehrer.
Eine Variante egalitärer Modelle ist dadurch gekennzeichnet, dass Eltern zeitversetzt arbeiten und so – durch flexible Arbeitszeiten oder Zeitschichten – jeweils eine Person für die Kindererziehung Zeit hat.

### Volkswirtschaftliche Aspekte
Für das Wirtschaftswachstum der EU angesichts der zunehmenden Globalisierung gelten eine Erhöhung der Frauenerwerbsquote, insbesondere eine bessere Nutzung der Arbeitskraft gut ausgebildeter Frauen durch eine bessere Vereinbarkeit von Familie und Beruf, sowie eine Steigerung der Geburtenrate als entscheidende Faktoren. Einer Veröffentlichung des Instituts der deutschen Wirtschaft Köln zufolge geht bei Frauen ein höheres Ausbildungs- und Einkommensniveau tendenziell mit geringerer Kinderzahl einher, während bei Männern ein umgekehrter Zusammenhang bestehe. Aus ökonomischer Sicht lasse sich dies durch höhere durch Elternschaft bedingte Opportunitätskosten (Einkommenseinbußen oder Verluste an Karrieremöglichkeiten) erklären. Eine Förderung der Vereinbarkeit von Familie und Beruf, welche diese Opportunitätskosten verringere, stelle eine Möglichkeit dar, zwei Ziele zugleich zu verfolgen: eine Erhöhung der Zahl gut ausgebildeter Arbeitskräfte, die dem Arbeitsmarkt zur Verfügung stehen, sowie eine Erhöhung der Geburtenrate.  Diese Faktoren gelten als wichtig für die Rentenfinanzierung und die Vermeidung eines Fachkräftemangels.
Als weitere erwartete Folgen einer besseren Vereinbarkeit nennt das BMFSFJ positive Auswirkungen auf die Wirtschaftsleistung, die internationale Wettbewerbsfähigkeit, die Binnennachfrage und die Beschäftigung sowie eine Senkung der Lohnnebenkosten und Einsparungen in der Sozialversicherung. Hingewiesen wird auch auf die Perspektive, ein Zuwachs an Frauenerwerbstätigkeit könne aufgrund des zu erwartenden Nachfrage nach mehr Service-Leistungen zu einem Zuwachs an Arbeitsplätzen führen, und dies vor allem im Dienstleistungssektor. Beispielsweise berichteten Medien 2010, dass familienunfreundliche Arbeitsbedingungen an Krankenhäusern in Deutschland (mit zahlreichen, oft unvorhergesehenen Überstunden, verpflichtenden Nacht- und Wochenenddiensten und starrer Organisation) eine Teilzeitarbeit erschwerten und dadurch den Ärztemangel an deutschen Kliniken verschlimmerten. (Siehe auch: Vereinbarkeit von Familie und Beruf im Gesundheitswesen.)
Mit einer besseren Vereinbarkeit verknüpft sich zudem die Hoffnung auf eine Verringerung der Armut, wenngleich ein Arbeitsplatz kein Garant für Wohlstand ist, wie die Zahl der Working Poor zeigt. Volkswirtschaftliche Kosten-Nutzen-Analysen von Maßnahmen zur besseren Vereinbarkeit sind schwierig durchzuführen, was sich am Beispiel entsprechender Analysen im Bereich der Kinderbetreuung zeigt. Ein betriebswirtschaftlicher Nutzen familienfreundlicher Maßnahmen am Arbeitsplatz ist vielfach belegt.
Im Sinne von Angebot und Nachfrage stärkt die demografische Entwicklung der herkömmlichen Industrienationen zu Anfang des 21. Jahrhunderts, die eine Mobilisierung ungenutzter Arbeitskräftepotenziale erfordert, die Verhandlungsposition qualifizierter Arbeitnehmer und Arbeitssuchender auf dem Arbeitsmarkt. Dies kann sowohl Lohn- und Gehaltsverhandlungen als auch die Aushandlung familienfreundlicher Arbeitsbedingungen beeinflussen. Vielfach verzichten Arbeitssuchende aber darauf, ein Interesse an familienfreundlichen Arbeitsbedingungen zu zeigen, um bessere Chancen bei der Bewerbung zu haben. In Zeiten wirtschaftlicher Rezession übt zudem eine hohe Arbeitslosigkeit Druck auf Arbeitnehmer aus, sich stärker an den betrieblichen Erfordernissen zu orientieren. Insgesamt wird in Krisenzeiten jedoch auch bezüglich Vereinbarkeitsmaßnahmen von einer Win-win-Situation zwischen Arbeitnehmern und Arbeitgebern gesprochen, da eine langfristige Bindung von Arbeitnehmern einem zukünftigen Fachkräftemangel vorbeugen könne.
Im Gutachten des deutschen Familienministeriums wird darauf hingewiesen, dass Unterbrechungen im Erwerbsverlauf infolge wirtschaftlicher Krisen und Teilzeit Fernwirkungen auf das Lebenseinkommen haben. Offene Gesellschaften zeichnen sich dadurch aus, dass Bildungsabschlüsse nicht an Altersgrenzen gebunden und familienbedingte Unterbrechungen von den Unternehmen nicht negativ bewertet werden. Wenn Frauen wesentlich zum Familienunterhalt beitragen und nicht nur „hinzuverdienten“, führt dies gerade in Krisenzeiten zu stabileren finanziellen Verhältnissen und damit zu einem geringeren Bedarf an staatlichen Sozialleistungen.
Im Dritten Armuts- und Reichtumsbericht wurde hervorgehoben, dass in Deutschland das Kindergeld, das ein Drittel der durchschnittlich anfallenden Aufwendungen für ein Kind decke, mit zunehmender Kinderzahl an Bedeutung für die Familien gewinne, denn die Fixkosten stiegen mit der Kinderanzahl an und zugleich seien die Möglichkeiten beider Elternteile geringer, erwerbstätig zu sein, da die entlastende Infrastruktur für Familien mit mehreren Kindergarten- und Schulkindern nicht voll entwickelt und aufeinander abgestimmt sei. So wird Sozialtransfers wie dem Kindergeld, dem Kinderzuschlag und dem Wohngeld mit Bezug auf Alleinerziehenden- und Mehrkindfamilien eine wesentliche Rolle bei der Armutsprävention zugemessen.
Laut einer Studie im Auftrag der Bertelsmann Stiftung sind für eine bessere Vereinbarkeit von Familie und Beruf bestimmte Elemente entscheidend. Hervorgehoben werden: ein vor finanziellen Familienleistungen vorrangiger Ausbau der Dienstleistungen, eine verlässliche und selbstverständliche Versorgung mit qualitativ hochwertiger Kinderbetreuung, die Elternzeit- und Lohnersatzregelungen, die Einkommensbesteuerung, eine aktive Arbeitsmarktpolitik, die Stärkung des Marktes für familiennahe Dienstleistungen durch Dienstleistungsagenturen bei gleichzeitiger Senkung der Abgaben auf diese Dienstleistungen sowie die Arbeitszeitgestaltung in Unternehmen.
Eine in Australien durchgeführten Studie an 1400 Kindern länger arbeitender Väter kommt zu dem Ergebnis, dass Kinder die fehlenden Bezugspersonen suchen und Söhne verstärkt unter der Abwesenheit des Vaters leiden, wobei Aggressionen sowie nach innen gerichtete Verhaltensauffälligkeiten belegt wurden.

### Globalisierung und Mobilität
Die Forschung hat Zusammenhänge zwischen der Mobilität und den Familienbeziehungen aufgezeigt:
- Mobilität aus beruflichen Gründen hat Auswirkungen auf die Familienentwicklung und beeinflusst die Beziehungen innerhalb der Familie;
- die Auswirkungen auf die Familie hängen von der Art der Mobilität ab – Fernpendler, Übernachter (beispielsweise Menschen mit Zweitwohnsitz oder mit Fernbeziehung), „Vari-Mobile“ mit wechselnden Aufenthaltsorten oder „Semi-Migranten“ mit saisonaler Rückkehr an den ursprünglichen Wohnort, Umzugsmobile (Menschen die ihren Hauptwohnsitz verlegt haben) oder „Multi-Mobile“, die zugleich in mehreren der zuvor genannten Formen mobil sind;[46]
- die Entwicklung der Familie beeinflusst die Bereitschaft zur Mobilität und die Wahl der Mobilitätsform;
- diese Wirkungszusammenhänge sind für Männer und Frauen verschieden.

## Länderübergreifende Studien

### Studien der OECD
Die Vereinbarkeit von Familie und Beruf ist Thema länderübergreifender Studien, insbesondere vergleichender Studien der OECD zu
Australien, Dänemark und den Niederlanden, zu Österreich, Irland und Japan zu Neuseeland, Portugal und der Schweiz  sowie zu
Kanada, Finnland, Schweden und Großbritannien, welche zu einer Reihe von Empfehlungen führten.

OECD-Mitgliedstaaten

Laut OECD bringt eine bessere Vereinbarkeit von Familie und Beruf vielfachen Nutzen für die Gesellschaft mit sich: eine höhere Beschäftigungsquote, ein sichereres Familieneinkommen, die Stärkung der Gleichstellung von Mann und Frau und die Förderung der kindlichen Entwicklung.
Einzelne Aussagen:
- Die Vereinbarkeit hat einen Einfluss auf die Karriere- und Familienplanung und dadurch auf die demografische Entwicklung, insbesondere die Altersverteilung: OECD-Analysen deuten auf eine mögliche Steigerung der Geburtenrate durch finanzielle Unterstützung von Familien mit Kindern sowie durch Maßnahmen zur Vereinbarkeit von Familie und Beruf hin.[55]
- Die Verfügbarkeit, die Qualität und die Kosten der Kinderbetreuung beeinflussen die Entscheidung der Eltern, ob und wie viel Betreuungszeit in Anspruch genommen wird und somit für den Beruf zur Verfügung steht. So ist etwa in Dänemark, wo diese Faktoren für Eltern günstig sind und Eltern angeben, Vertrauen in die Qualität der Kinderbetreuung zu haben, die Mehrzahl der Frauen in Vollzeit berufstätig.[54] Umgekehrt führen zum Beispiel in den Niederlanden hohe Betreuungskosten für Kleinkinder dazu, dass Mütter mehrerer Kinder oft in Teilzeit arbeiten oder ihre Erwerbstätigkeit ganz aufgeben.[54] Darüber hinaus haben die Öffnungszeiten und die Flexibilität der Betreuungseinrichtungen einen Einfluss darauf, ob die Vereinbarkeit von Familie und Beruf im Einzelfall tatsächlich gelingt.
- Vielfach, so etwa in Australien, Dänemark und den Niederlanden, erfahren Väter berufliche Nachteile, wenn sie familienbedingte Ansprüche geltend machen wollen; dies festigt laut OECD-Studie bestehende Rollenmodelle in der Arbeitswelt und behindert die Gleichstellung von Mann und Frau auf dem Arbeitsmarkt.[54]
- Probleme bezüglich der Vereinbarkeit von Familie und Beruf treten bis weit über das Kleinkindalter hinaus auf. Diesem Umstand wird nach einem OECD-Report noch kaum Rechnung getragen; allerdings sehen aus diesem Grunde die Niederlande für alle Eltern ein Anrecht auf eine Mitentscheidung über die Arbeitszeit vor.[54]
- Wenn Eltern sich genötigt sehen, länger zu arbeiten als sie es sich wünschen, kann in einigen Fällen die Partnerschaft zerbrechen oder die Kindesentwicklung negativ beeinflusst werden.[47]

### Studie der Bosch-Stiftung
Eine Studie der Robert Bosch Stiftung  verglich Schweden, Frankreich und Großbritannien als Best-Practice-Länder mit der Bundesrepublik Deutschland, wobei jedes dieser Länder eine andere Form der Vereinbarkeit von Familie und Beruf repräsentierte. In allen drei Ländern war die Kinderbetreuung besser ausgebaut als in Deutschland; in Schweden und Frankreich waren außerdem die Finanztransfers zu Familien mit Kindern hoch, ebenso in Deutschland, wohingegen sie in Großbritannien niedriger waren.
1. In Schweden gab es eine flächendeckende staatliche Kinderbetreuung, und die Elternversicherung reduzierte die auf Kinder zurückzuführenden Einkommensverluste.
2. In Frankreich waren nach jüngsten Reformen der „Politik des dritten Kindes“ 99 % der drei- bis sechsjährigen Kinder in öffentlicher oder privater Kinderbetreuung, es gab staatliche Beihilfen zur häuslichen und außerhäuslichen Kinderbetreuung und Serviceleistungen des Staates, zum Beispiel bei Krankheit eines Kindes; die Löhne der Frauen, gemessen im Vergleich zu denen der Männer, waren höher als in den Vergleichsländern.
3. Großbritannien wies unter anderem eine vorbildliche staatliche familienunterstützende Dienstleistung in Form eines transparenten Informationsangebotes rund um das Thema Familie auf, mit gebündelter Information zu Kinderbetreuung und zu finanzieller Unterstützung.

Diese Studie empfahl unter anderem, privat oder öffentlich organisierte Dienstleistungsagenturen einzuführen, die eine vermittelnde Rolle einnehmen sollten, um Familien den Zugang zu familienunterstützenden Angeboten zu erleichtern.

### Siebter Familienbericht
Der 2006 veröffentlichte Siebte Familienbericht der Bundesregierung, der Studien zu verschiedenen Staaten zusammenfasst, verweist auf einen stärkeren Rückgang von Familien mit mehr als zwei Kindern in Deutschland als in anderen Ländern. Statistische Daten deuteten darauf hin, dass in Deutschland die Verschiebung der Reproduktionsphase im Lebenslauf von Frauen zum Verzicht auf Kinder oder zum Verzicht auf mehr als ein oder zwei Kinder führe, während sich in anderen Ländern die Entscheidung für Kinder lediglich in die Mitte des Lebens verlagere. Auch sei in Deutschland offenbar der Zeitdruck in einer Rush-Hour des Lebens zwischen 27 und 35 Jahren im Hinblick auf den Abschluss der Ausbildung, den Berufseinstieg, die Partnerwahl, eine eventuelle Heirat und die Entscheidung für Kinder besonders hoch.

### Weitere Studien und Vergleiche
In einer Veranstaltungsreihe der Konrad-Adenauer-Stiftung aus dem Jahr 2004 wurde die hohe Quote kinderloser Paare in Deutschland im Vergleich zu Frankreich vor allem als ein Ergebnis mentaler Einstellungen und erst in zweiter Linie als Ergebnis struktureller und wirtschaftlicher Rahmenbedingungen dargestellt: Ehe, Familie und Kinder hätten in Frankreich einen höheren Status als in Deutschland, und es gebe eine kinderfreundlichere Grundhaltung in der Gesellschaft. 
Laut einer vom Institut für Demoskopie Allensbach durchgeführten Bevölkerungsbefragung in Frankreich und Deutschland sind Kinder für Eltern in beiden Ländern ein Glücksfaktor. In Frankreich sehen dies in weit stärkerem Maße als in Deutschland auch Kinderlose so. In Frankreich ist eine Mehrkindfamilie (drei oder mehr Kinder) weit häufiger die gewünschte Familienform als in Deutschland, und es werden deutlich weniger Befürchtungen hinsichtlich der beruflichen Vereinbarkeit geäußert. Französische Mütter favorisieren eine Vollzeit-Erwerbstätigkeit beider Eltern, deutsche Mütter eher eine Rollenverteilung, in der der Vater in Vollzeit und die Mutter in Teilzeit arbeitet. 
Laut einer Studie der Bertelsmann Stiftung kehren in Deutschland weniger Mütter in den Beruf zurück als in anderen Staaten Europas. Dies hänge auch mit der ungünstigen steuerlichen Einstufung einer in Teilzeit arbeitenden Ehefrau eines Hauptverdieners zusammen.
Laut einer Befragung von 14.000 Erwerbstätigen in 24 Ländern in Europa, Asien und Zentral- und Nordamerika durch das Marktforschungsinstitut Vocatus und das IriS-Netzwerk ist die Work-Life Balance in den befragten Ländern nicht ausreichend verwirklicht. Vor allem das Verhältnis von Arbeitszeit und Vergütung sei für die meisten Befragten unbefriedigend und führe zu Beeinträchtigungen der persönlichen Gesundheit sowie des Privat- und Familienlebens. Der Einsatz deutscher Arbeitnehmer für eine bessere Gestaltung ihrer persönlichen Work-Life Balance sei weniger stark und weniger erfolgreich als der ihrer Arbeitskollegen in anderen Ländern; auch sei ihre Zufriedenheit bei den Themenfeldern berufliche Anerkennung, Karrierechancen, Freude am Job, Bezahlung und Job-Sicherheit deutlich geringer. 
Für eine Übersicht über Mutter- und Vaterschaftsurlaub und Jahresurlaubsregelungen weltweit siehe: Mutterschaftsurlaub.

## Familienfreundlichkeit in Unternehmen und Institutionen

### Familienfreundlichkeit als Teil der Organisationskultur
Zunehmend wird betont, dass die Vereinbarkeit von Familie und Beruf nicht nur der Humanisierung der Arbeitswelt oder der Chancengleichheit diene, sondern dass diesbezügliche Investitionen für die Betriebe auch unter dem Gesichtspunkt der Kostenentwicklung lohnend sein könnten. So stellte die Kommission der Europäischen Gemeinschaften fest: „Flexible Arbeitsregelungen steigern die Produktivität, sorgen für höhere Zufriedenheit bei den ArbeitnehmerInnen und nützen dem guten Ruf des Unternehmens“.

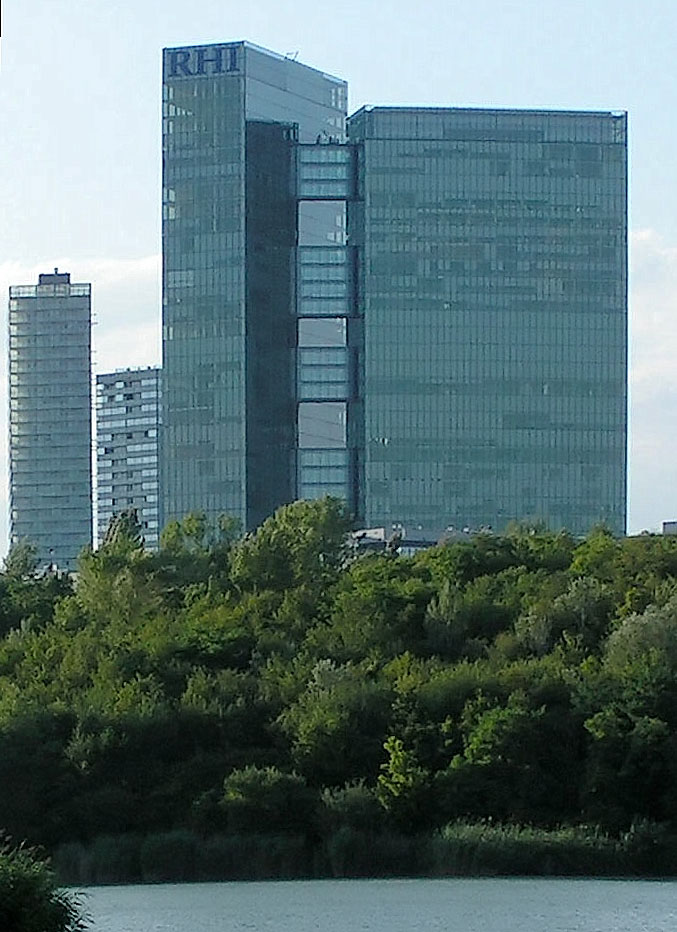
Bürogebäude, am Beispiel
des Vienna Twin Tower

Familienfreundliche Maßnahmen am Arbeitsplatz – etwa in Unternehmen und öffentlichen Einrichtungen – stehen im Zusammenhang mit Personalwesen und Unternehmensstrategie. Sie können insbesondere die Arbeitszufriedenheit der Betroffenen und das Betriebsklima beeinflussen und stellen einen Teil der Organisationskultur dar, der unter anderem die Eintritts- und Austrittsrate von Mitarbeitern beeinflusst. Bereits bei der Rekrutierung junger Fachkräfte spielt laut Ergebnissen einer repräsentativen Befragung des deutschen Bundesministeriums für Familie, Senioren, Frauen und Jugend die Familienfreundlichkeit des Arbeitgebers eine entscheidende Rolle. Familienfreundlichkeit als wesentlicher Aspekt der Unternehmenskultur erfordert eine entsprechende Einstellung und ein entsprechendes Verhalten der Unternehmensleitung und der Führungskräfte (u. a. durch ihre Vorbildfunktion). Ist dies nicht gewährleistet, nehmen Beschäftigte Programme zur Unterstützung der Vereinbarkeit von Familie und Beruf nicht in Anspruch, da sie befürchten, Karriereeinbußen akzeptieren zu müssen. Die Umsetzung im Betrieb erfordert eine breite Beteiligung der Beschäftigten und der betrieblichen Interessenvertretung. Zu den relevanten Themen rund um den familienfreundlichen Betrieb gehören unter anderem:
- Teambildung,[75] Gruppenarbeit im gemischten Team,[76] Personalführung;[76][77]
- Planung vor Ausfallzeiten durch Mutterschutz oder Elternzeit zur Sicherstellung einer adäquaten Stellvertretung und zur Vorbereitung des Wiedereinstiegs;[76] Mitarbeiter- und Beratungsgespräche über Chancen und Risiken familienbedingter Arbeitsfreistellungen;[78] Zugriff auf Firmenmails und firmeninterne Weiterbildung während der Elternzeit;[79][80] eventuelle Tätigkeit während der Betriebsfreistellung und abgestufte Teilzeit nach Erziehungsfreistellung als schrittweiser Wiedereinstieg;[75]
- Gestaltung der Arbeitszeiten über feste Vollzeit- und Halbtagsarbeit hinaus: Teilzeitarbeit und flexible Arbeitszeitmodelle, etwa durch Freistellungen mittels Zeitwertkonto, durch Funktionszeiten für einzelne Bereiche (zur Ersetzung oder Ergänzung von Kernzeiten) oder durch Vertrauensarbeitszeit;
- variable Wahl des Arbeitsorts und Telearbeit sofern für den Arbeitsplatz geeignet;
- Angebot oder Vermittlung haushaltsnaher und familienunterstützender Dienstleistungen,[59] insbesondere betriebseigene Kinderbetreuung für Kleinstkinder,[75] Verlängerung der Öffnungszeiten von Kinderbetreuungseinrichtungen,[75] betriebliche Kinderbetreuung insbesondere in den Schulferien,[75][81] ergänzt durch die Möglichkeit, im Bedarfsfall ein Kind mit in den Betrieb zu nehmen;
- Gewährung arbeitsfreier Tage oder Hilfe bei der Vermittlung externer Betreuung bei Krankheit von Kindern oder Angehörigen (in Deutschland besteht ein Anspruch auf Freistellung bei Krankheit eines Kindes);
- Kinderbonuszeiten in Form bezahlter Arbeitsstundengutschriften für Beschäftigte mit Kindern [82][83] oder in Form zusätzlicher Urlaubstage pro Kind;[84]
- Vaterschaftsurlaub oder reduzierte Arbeitszeit für Väter in den ersten Wochen nach der Geburt[85] oder längere bezahlte Auszeit für Eltern nach der Geburt (ggf. zusätzlich zu staatlichen Regelungen wie der Elternzeit), wie dies zum Beispiel bei SAP und Hewlett Packard Enterprise als Reaktion auf einen verschärften Fachkräftemangel umgesetzt wurde;[86]
- flexibler Sonderurlaub (i. A. unbezahlt) nicht nur für Eltern, beispielsweise im Rahmen des „Vollzeit Select“-Modells der BMW Group mit bis zu 20 unbezahlten Urlaubstagen pro Jahr;[87][88]
- Kosten-Nutzen-Analyse betrieblicher Maßnahmen;[75]
- Werbewirksame öffentliche Darstellung als familienfreundlicher Betrieb etwa in Form eines Tages der offenen Tür.[75]

Maßnahmen zur Familienfreundlichkeit werden unter dem Gesichtspunkt der Gleichstellung auch daraufhin betrachtet, inwieweit sie vor allem auf Frauen zielen oder ob sie von Männern und Frauen in vergleichbarem Maße in Anspruch genommen werden. Manche Maßnahmen, wie z. B. Halbtagsstellen, werden überwiegend von Frauen genutzt und erleichtern ihnen die Vereinbarkeit von Familie und Beruf, behindern aber eine gleichberechtigte Teilhabe von Frauen und Männern an Erwerbstätigkeit und Familienleben.
Nach einer Darstellung von Prognos kommt es bei väterorientierten Maßnahmen vor allem auf die innerbetrieblichen Kommunikation der Maßnahmen und deren Legitimation sowie auf die Sensibilisierung der Belegschaft und der Führungskräfte für das Thema an. „Für die Akzeptanz väterorientierter Maßnahmen ist es […] entscheidend, von betrieblicher Seite her deutlich zu machen, dass die Maßnahmen sinnvolle Lösungen zum beiderseitigen Nutzen von Beschäftigten und Unternehmen darstellen.“ Als Gründe für eine wachsende Bedeutung einer väterorientierten Personalpolitik wird hervorgehoben, „die personengebundenen Faktoren wie Innovationsfähigkeit, Kreativität, Wissen und Erfahrung, Engagement und Leistung werden in der wissensbasierten Dienstleistungsgesellschaft zur Grundlage des Unternehmenserfolgs“, und „neben dem sich wandelnden Rollenverständnis auf Seiten der Männer bzw. Väter zu einer aktiveren Vaterschaft entstehen zunehmend Überlastungssituationen, die aus veränderten Anforderungen der Partnerinnen und veränderten Erwartungshaltungen der Umwelt an eine engagierte Vaterschaft und ein egalitäres Partnerschaftsverhältnis resultieren. Der Druck auf Väter und Männer hat sich gesellschaftlich erhöht und wird sich weiter erhöhen.“
Laut einem Bericht des BMFSFJ zeichnen sich familienfreundliche Arbeitszeiten durch eine planbare Flexibilität aus. Diese erlaube, dass einerseits die regulären Arbeitszeiten von Standardarbeitszeiten abweichen können – wobei hier ein Konflikt zwischen arbeitnehmerorientierter und arbeitgeberfreundlicher Flexibilität auftreten kann – und dass andererseits der Arbeitnehmer auf Unvorhergesehenes angemessen reagieren könne, beispielsweise durch freie Tage bei Krankheit eines Kindes. Eine Vollzeitbeschäftigung ist für Eltern oft nur möglich, wenn beispielsweise die Arbeitszeit als Gleitzeit strukturiert werden kann. Auch ist die Planbarkeit der Arbeit von Bedeutung: So kann eine vorausschauende, längerfristige Planung von Arbeitsabläufen unter Umständen vermeiden, dass Beschäftigte kurzfristig verfügbar sein müssen. Auch für Einrichtungen der evangelischen Kirche und ihrer Diakonie mit ihren insgesamt 675.000 Mitarbeiterinnen und Mitarbeitern ist familienfreundliche Personalpolitik wichtig. Das zeigen die Ergebnisse einer vom Rat der EKD in Auftrag gegebenen Studie, die das Sozialwissenschaftliche Institut der EKD (SI) erarbeitet und Ende November 2012 veröffentlicht hat.
Um Ungleichbehandlungen vorzubeugen, wird das Thema familienfreundlicher Arbeitszeiten meist allgemeiner als Wahlmöglichkeit kürzerer und flexiblerer Arbeitszeiten für Männer und Frauen unter dem Begriff Work-Life-Balance thematisiert.
Der Ausdruck Work-Life Balance steht allgemein für ein anzustrebendes Gleichgewicht zwischen Berufstätigkeit und Familie sowie auch persönlichen Freizeitinteressen, vor allem unter dem Aspekt der Selbstverwirklichung oder Sinngebung durch das Individuum. Dabei gelten Familienpflichten gegenüber einem Hobby oder anderen Freizeitinteressen nicht unbedingt als vorrangig. Allerdings werden Angebote der Freizeitunterstützung, etwa durch unternehmensnahe Sportanlagen, nicht generell zu den Work-Life-Balance-Maßnahmen gezählt. Für die Bewertung des Gleichgewichts gilt die individuelle Zufriedenheit mit der persönlichen Situation als entscheidendes Kriterium. Vereinzelt wird kritisch angemerkt, der Begriff Work-Life-Balance impliziere eine private Angelegenheit und Verantwortung und blende den gesellschaftlichen Blickpunkt aus. Eine individuelle Autonomie im Sinne von Entscheidungsfreiheit und Handlungsfähigkeit angesichts vielfältiger Flexibilitätsanforderungen seitens des Berufs und seitens der Kinder gilt allerdings als Schlüsselfaktor für eine gelungene Balance.

### Interessengruppen und Kollektivvereinbarungen
In Personalpolitik und Organisationsentwicklung stellt das Thema familienfreundlicher Betrieb an Bedeutung einen wichtigen Aspekt der Personalentwicklung und des Diversity Management dar, insbesondere im Hinblick auf Mitarbeitermotivation und Vielfalt innerhalb der Belegschaft. In den 1990ern und bereits davor wurden in Europa in vielen Tarifverträgen und Betriebsvereinbarungen Festlegungen zu Rahmenbedingungen für beispielsweise Elternurlaub, für Urlaub aus familiären Gründen in Vollzeit- oder Teilzeitfreistellung und für Kinderbetreuung getroffen. Das Thema familienfreundlicher Betrieb gewann in den ersten Jahren des 21. Jahrhunderts zunehmend an Bedeutung  und wurde u. a. mit der betrieblichen Gesundheitsförderung in Zusammenhang gestellt. Bei Personal- und Betriebsräten wurde das Vereinbarkeitsthema teils als kontinuierlich relevant, teils angesichts massiver struktureller Probleme als nachrangig behandelt, teils spielte es eine sehr geringe Rolle. Von gewerkschaftlicher Seite wurde der Wunsch nach einer besseren Vereinbarkeit von Familie und Beruf als ein Wunsch unter mehreren vorgebracht  – ohne deutliches Augenmerk auf Abweichungen vom Normalarbeitsstandard . Jedoch gewinnt die Vereinbarkeitsthematik Anfang des 21. Jahrhunderts bei den Gewerkschaften an Bedeutung, so unter anderem in Deutschland und in Japan.
Seitens der Arbeitsgemeinschaft Selbständiger Unternehmer wurde die Befürchtung einer „Überregulierung“ geäußert. Als Hemmnisse für betriebliche Work-Life Balance-Maßnahmen werden aus der Sicht der Unternehmen häufig hohe Kosten, organisatorischer Aufwand und mangelnde Kapazitäten genannt. Beim Aufbau betrieblicher Betreuungsangebote werden bürokratische Hürden hervorgehoben.
Obwohl Unternehmen in zunehmendem Maße solche Angebote bereitstellen, liegt die tatsächliche Nutzung von Unterstützungsangeboten und Flexibilisierungsmaßnahmen oft bei sehr geringen Prozentsätzen. Unter dem Gesichtspunkt der Organisationskultur wird die Vermutung geäußert, dass familienfreundliche Angebote in Unternehmen umso mehr genutzt würden, je stärker nicht der zeitliche Einsatz, sondern fachliche und vor allem auch soziale Kompetenzen die Karriere bestimmten. Auch die Landeskultur und die Unternehmensgröße beeinflussen Angebot, Nutzung und Wirkung familienfreundlicher Maßnahmen. Mitarbeiterbefragungen gelten als ein Instrument zur Messung von Work-Life-Balance-Zufriedenheit und zur Erfolgskontrolle.
Ergebnissen einer Studie des Wirtschafts- und Sozialwissenschaftlichen Instituts (WSI) der Hans Böckler-Stiftung zufolge befürworten Deutsche mehrheitlich das Zweiverdienermodell und wünschen sich viele Eltern, die Erwerbs- und Familienarbeit partnerschaftlicher aufzuteilen. Gemäß den im Kontext dieser Ergebnisse unterbreiteten Vorschlägen sei es ein modernes Arbeitszeitkonzept erforderlich, in dem das männlich geprägte Modell der Normalarbeitszeit durch „ein Menü unterschiedlich langer Vollzeitstandards“ für bestimmte Lebensphasen ersetzt würde. Dabei würde beispielsweise das Arbeitszeitvolumen einer „Vollzeitstelle“ je nach Alter oder abhängig davon, ob Menschen Kinder betreuen oder nicht, unterschiedlich definiert. Darüber hinaus solle erwogen werden, eine partnerschaftlich egalitäre Arbeitszeitverteilung durch finanzielle Anreize zu unterstützen. 

### Engagement in der Familie und Einfluss auf die Karriere
Arbeitnehmer, die sich aktiv der Kindererziehung widmen, können Anforderungen an Mobilität, Flexibilität oder Verfügbarkeit nicht in gleichem Maße gerecht werden wie diejenigen, die das Hausfrauenmodell praktizieren. Bei Männern wirken Ehefrau und Kinder insofern karrierefördernd, als bei Vätern im Allgemeinen vorausgesetzt wird, dass sie, um das Familieneinkommen zu sichern, im Vergleich zu Unverheirateten oder Kinderlosen eine höhere Motivation zu beruflichem Engagement haben.
Nach Auffassung von Thomas Gesterkamp verhalten sich Väter, die aufgrund ihres Einsatzes für die Familie ihr berufliches Engagement verringern, konträr zum erwarteten Rollenmuster und riskieren soziale Ausgrenzung. In einer Studie von Lena Hipp, in der 718 fiktive Bewerbungen mit 2 oder 12 Monaten angeblicher genommener Elternzeit verschickt wurden, zeigte es sich hingegen, dass Männer, die eine lange Elternzeit genommen hatten, genauso häufig zu einem Vorstellungsgespräch eingeladen wurden wie Männer mit einer kurzen Elternzeit. Bei Frauen wurden Bewerberinnen mit langer Elternzeit weniger häufig eingeladen als die mit kurzer Elternzeit.
Eine 2008 veröffentlichten Studie des VDI im männerdominierten Berufsfeld der Ingenieure stellte fest, dass in Deutschland in diesem Berufszweig die Familienfreundlichkeit von Unternehmen immer noch als Thema von Frauen gilt. Zudem sei „die totale Verfügbarkeit der Person für das Unternehmen gegen Ende des 20. Jahrhunderts in vielen Unternehmen unausgesprochen zur Bedingung für die Übernahme von Spitzenpositionen geworden“, und dies setze eine Organisation des Privatlebens in Form des Alleinernährermodells voraus.
Zur Förderung einer familienbewussten oder geschlechtergerechten Unternehmenskultur ziehen einige Organisationen bei der Beurteilung der Mitarbeiterführung mit ein, ob die jeweilige Führungskraft bei der Zeit- und Arbeitsorganisation auf berechtigte familiäre Belange der Beschäftigten Rücksicht nimmt. Beispielsweise ist im Beurteilungsvordruck der Stadt Hamburg explizit die Achtung auf Vereinbarkeit von Familie und Beruf als Anforderung an Führungskräfte vermerkt. Der Deutsche Verein für öffentliche und private Fürsorge empfahl im Oktober 2009, die Führungskräftebeurteilung um eine Beurteilung der Rücksichtnahme des jeweiligen Vorgesetzten auf familiäre Belange zu erweitern, da dies einen Anreiz für familienbewusstes Führen schaffe, der sich auch für die Vorgesetzten selbst auszahle. Dabei sei es besonders wichtig, dass die Führungskraft auf mehr Akzeptanz auch gegenüber männlichen Beschäftigten in Teilzeit, Elternzeit oder Pflegezeit hinwirke.

### Auswirkung reduzierter Arbeitszeit auf die Karriere
Teilzeitarbeit und Karriere schließen einander nicht prinzipiell aus. So haben beispielsweise in Deutschland auch Führungskräfte das Recht, zu verlangen, dass die vertraglich vereinbarte Arbeitszeit verringert wird (§ 6 und § 8 Teilzeit- und Befristungsgesetz), wenn – wie bei anderen Arbeitnehmern auch – dem nicht betriebliche Gründe entgegenstehen, der Betrieb mehr als 15 Arbeitnehmer beschäftigt und sie mindestens sechs Monate dort gearbeitet haben. Lange Arbeitszeiten werden jedoch vielfach als Zeichen von Engagement, Erfolg und Loyalität gewertet.
Laut einer unter Betriebs- und Personalräten sowie familienorientierten Männern durchgeführten Studie des Instituts für anwendungsorientierte Innovations- und Zukunftsforschung (IAIZ) dominiert in der Organisationskultur eine an Präsenzpflicht und Vollzeitarbeit ausgerichtete „Anwesenheitskultur“. Die Beurteilung von Angestellten in Bezug auf Motivation sei auch an die Präsenz gekoppelt. Gerade auch Männern werden, selbst in den skandinavischen Staaten, Hindernisse bezüglich der Inanspruchnahme von Elternzeit in den Weg gestellt. Wenn Teilzeit oder Elternzeit als mangelnde Motivation ausgelegt werden, sind sie für die Karriere problematisch; dabei spielt vorrangig die Einstellung des Vorgesetzten eine entscheidende Rolle. Vorurteile unter Vorgesetzten und Kollegen  können eine prinzipiell vereinbarkeitsfreundliche Leitlinie eines Unternehmens untergraben. Teilweise kommt es, etwa durch Stelleneinsparungen, zu einer Arbeitsverdichtung bis hin zur Überlastung. Umgekehrt trifft Familienengagement auch auf Bewunderung und Wertschätzung.
Die meisten der in der Studie des IAIZ befragten Männer, die zeitweilig aus der Vollzeiterwerbstätigkeit ausgestiegen waren, beurteilten die aktive Vaterschaft, die Familienarbeit und die veränderte Prioritätenbildung sehr positiv und die Konsequenzen bezüglich der beruflichen Karriere negativ. Unter Personalverantwortlichen in Deutschland wächst die Akzeptanz von Vätern in Auszeit und Teilzeit: In einer repräsentativen Umfrage des Instituts für Demoskopie Allensbach aus dem Jahr 2008 befürworteten 61 % der befragten Personalverantwortlichen die Unterbrechung der Erwerbstätigkeit durch Väter (2006: 48 %) und 65 % bewerteten die Verringerung der Arbeitszeit durch Väter positiv (2006: 59 %).
Die Familienzeit kann sich als Gewinn an Schlüsselkompetenzen wie zum Beispiel Sozialkompetenz auch positiv auf die berufliche Entwicklung auswirken. Eltern eignen sich dabei Belastbarkeit, Organisationsfähigkeit, Flexibilität und Verantwortungsbewusstsein an. Zum Zweck der Erfassung derartiger Kompetenzen bei Personalauswahl und Berufsberatung führt die Fachstelle UND seit 2002 ein Instrument zur Erfassung von Schlüsselkompetenzen (IESKO).
Inwieweit Teilzeit zu einer größeren Zufriedenheit mit dem erreichten Gleichgewicht zwischen Arbeit und Familie führt, kann von verschiedenen Faktoren abhängen. Einzelne unter Frauen durchgeführte Studien deuten darauf hin, dass gerade in Tätigkeiten mit hohem Anforderungsprofil Befürchtungen über mögliche Stigmatisierung und negative Auswirkungen auf die Karriere durch Teilzeitarbeit schwer ins Gewicht fallen könnten, gegenüber einem relativ geringen Gewinn an Zeit für die Familie. Studien weisen auf die Bedeutung der Arbeitszeitflexibilität im Sinne einer größeren Zeitsouveränität der Beschäftigten hin: Größere Flexibilität in diesem Sinne geht mit einer höheren Work-Life Balance-Zufriedenheit einher. Entscheidenden Einfluss auf die Wirkung jeglicher familienfreundlicher Maßnahmen hat die jeweilige Organisationskultur.
Im deutschen Beamtenrecht werden Zeiten einer Teilzeitbeschäftigung beim Aufsteigen in den Erfahrungsstufen des Grundgehalts wie Zeiten einer Vollzeitbeschäftigung berücksichtigt.

### Vereinbarkeit in Führungspositionen
In Bezug auf Führungskräfte wird oft von einer Unteilbarkeit von Führungsverantwortung ausgegangen. Laut einem Artikel von 1999 waren reduzierte Arbeitszeit in Führungsaufgaben damals kein Thema von Debatten, was „insbesondere mit den klassischen Kontroll- und Steuerungsaufgaben sowie aus der ihnen als Führungskraft zugeschriebenen Vorbildfunktion begründet“ werde; eine tiefere Ursache fanden die Autoren in einem negativ geprägten Menschenbild tayloristischer Ausprägung, demzufolge die unterstellten Mitarbeiter einer „straffen Steuerung und Kontrolle in jeder Phase ihres Tätig-Seins“ bedürften, sowie in einem häufig anzutreffenden Selbstbild der Führungskräfte, die sich für unentbehrlich hielten und deren Identifikation mit dem Unternehmen „bis an den Zustand der Selbstaufgabe“ heranreiche. Laut Umfrageergebnissen gibt es unter Führungskräften durchaus den Wunsch nach Teilzeitarbeit, beispielsweise in Form reduzierter Vollzeit mit flexiblem Arbeitszeitkonto. In einer im mittleren Management durchgeführten Tübinger Studie kritisierten Befragte, dass mögliche Auswirkungen von Teilzeit oder Elternzeit auf die Karriere nicht offengelegt würden. In einer Studie zweier führender amerikanischer Wirtschaftsinstitute aus dem Jahr 2002 mit Daten aus 20 europäischen Ländern gaben Männer und Frauen mehrheitlich an, eine Inanspruchnahme von Erziehungsurlaub oder Arbeitsflexibilisierung würde ihre Karriere gefährden; als Karrierehindernis nannten Frauen familiäre und persönliche Verpflichtungen allerdings erst an vierter Stelle.
Den Ergebnissen eines Hamburger Modellversuchs zufolge ist Job-Sharing zumindest in einem Teil der Führungspositionen durchaus realisierbar. Dem Nachteil höherer Kosten für Schulungen und Sozialabgaben stünden Vorteile im Hinblick auf Vertretung und Flexibilität sowie vielfach auch in der Kompetenz und Produktivität gegenüber. Bei einer teilweisen Trennung von Fach- und Leitungsaufgaben könne die Führung selbst bei reduzierter Arbeitszeit in einer Hand bleiben. Wichtig seien die Transparenz von Zuständigkeiten, eine gegenseitige Akzeptanz, Teamorientierung und Bereitschaft zur Flexibilität seitens der Job-Sharer.  In der Schweiz sind Job-Sharing-Modelle in Führungspositionen unter dem Begriff „Top-Sharing“ bekannt.
In männerdominierten Bereichen wie Ingenieurwesen und Naturwissenschaften assoziieren allerdings befragte Personalverantwortlichen eine Teilzeitarbeit jedoch häufig mit einer Tätigkeit als Sekretärin oder Mitarbeiterin in der Produktion und nicht mit einer Tätigkeit in gehobener Position. Jedoch können Personen, die bereits eine leitende Stelle innehaben, gegebenenfalls individuelle Regelungen für die Arbeit als Führungskraft in Teilzeit aushandeln. Allerdings arbeiten diese Teilzeitführungskräfte meist weit mehr als die vertraglich vereinbarte Zeit. 
Das Deutsche Institut für Wirtschaftsforschung stellte fest: „Grundsätzlich legen vertragliche Bedingungen und Bestimmungen über Arbeitszeiten den Arbeitsalltag von Beschäftigten fest. Bei Führungskräften wird jedoch davon ausgegangen, dass sie sich überdurchschnittlich für ihren Betrieb engagieren und bereit sind, längere Arbeitszeiten zu leisten. Führungspositionen sind daher gewöhnlich bislang nur in Ausnahmefällen mit reduzierten Arbeitszeiten vereinbar.“
Insbesondere im Topmanagement spielt es eine Rolle, dass einer der Ehe- oder Lebenspartner die eigene berufliche Entwicklung zumindest zeitweise im Interesse der Karriere des Partners und der Betreuung der Kinder zurückstellt. (Siehe auch: Hyperinklusion im Topmanagement.)

### Doppelkarrierepaare
Paare, in denen beide Partner eine langfristige Karriere- bzw. Laufbahnorientierung sowie ein hohes Maß an „beruflichem Commitment“ aufweisen, werden als Doppelkarrierepaare bezeichnet. Personen mit Hochschulabschluss leben häufig mit einem ebenso gut ausgebildeten Partner zusammen. Vor allem Universitäten müssen sich, insbesondere bei der Berufung hochqualifizierter Wissenschaftler aus dem Ausland, mit der Thematik der Doppelkarrierepaare auseinandersetzen. Neben allgemeiner Work-Life-Balance-Unterstützung und finanzieller Förderung geht es dabei um Strategien zur Rekrutierung von Paaren, um Möglichkeiten zur Aufteilung von Stellen und um Arbeitsvermittlung für Partner. In angelsächsischen Ländern gelten Angebote der Universitäten für wissenschaftlich tätige Partner als ein wichtiger Gesichtspunkt der Sicherung von Exzellenz; in anderen Staaten haben einzelne Universitäten wie beispielsweise die ETH Zürich begonnen, Hilfen bei der Arbeitssuche des Partners anzubieten.

### Audit und Zertifizierung
Die „berufundfamilie gemeinnützige GmbH“  wurde 1998 von der Gemeinnützigen Hertie-Stiftung gegründet, um alle Aktivitäten der Stiftung im gleichnamigen Themenfeld zu bündeln. Sie rief 1999 ein Audit ins Leben, das seit 2009 von der „berufundfamilie Service GmbH“  durchgeführt wird: das audit berufundfamilie, das als Managementinstrument maßgeschneiderte, gewinnbringende Lösungen zur besseren Vereinbarkeit von Beruf, Familie und Privatleben bereithält. Das Audit, das unter der Schirmherrschaft der Bundesfamilienministerin steht, wird von den führenden deutschen Wirtschaftsverbänden BDA, BDI, DIHK und ZDH empfohlen und hat sich zu einem Qualitätssiegel für Familienbewusstsein in der deutschen Wirtschaft entwickelt. Das audit familiengerechte hochschule von der berufundfamilie Service GmbH wird seit 2002 an Hochschulen in Deutschland durchgeführt – für Forschung und Lehre sowie den Verwaltungs- und Servicebereich, mit Zertifizierung hinsichtlich der gesetzlichen Anforderungen zur Gleichstellung der Geschlechter und zur Förderung Studierender und Beschäftigter mit Familienaufgaben. 
In Österreich führt die Familie & Beruf Management GmbH, die 2006 gegründet wurde und im Eigentum Bundesministerium für Soziales und Gesundheit steht, das Audit berufundfamilie und weitere auf Familienfreundlichkeit zielende Audits durch.

### Diskrepanz zwischen Leitlinie und Praxis
Eine familienfreundliche Leitlinie im Unternehmen garantiert nicht, dass die Praxis auf allen Ebenen des Unternehmens dieser Vorgabe entspricht. Selbst in Unternehmen, die ein Zertifikat als familienfreundlicher Betrieb erhalten haben, können sich Mitarbeiter, die nach Mutterschutz oder Elternzeit an ihren Arbeitsplatz zurückkehren oder in Teilzeit arbeiten wollen, vor massive Probleme gestellt sehen. Der Konflikt kann dabei Anlass zu einer gerichtlichen Klage wegen Diskriminierung geben.
Umgekehrt können unter Umständen einengende Regelungen wie beispielsweise eine betriebliche Vorgabe fester Arbeitszeiten in der konkreten Arbeitssituation relativ freizügig gehandhabt werden, wenn sich Vorgesetzte offen und gesprächsbereit zeigen.
Arbeitgeber-Bewertungsportale befragen Bewertende gezielt zur Vereinbarkeit von Familie und Beruf beim Arbeitgeber.

## Situation prekär und mehrfach Beschäftigter
Beschäftigte in schlecht bezahlten und prekären Beschäftigungsverhältnissen profitieren meist nicht von Maßnahmen zur besseren Vereinbarkeit von Beruf und Familie. Häufig handelt es sich um atypische Beschäftigungsverhältnisse wie Minijobs, Arbeit auf Abruf und ähnliche Arbeitsverhältnisse, die schlecht bezahlt sind und von den Beschäftigten ein hohes Maß an Flexibilität verlangen. Um den Lebensunterhalt zu sichern, müssen mehrere solcher Jobs parallel ausgeübt werden. Die Arbeitszeit ist fragmentiert und Maßnahmen wie Elternzeit müssen mit mehreren Arbeitgebern abgestimmt werden. Prekär Beschäftigte werden außerdem von Arbeitgebern oft abgewiesen, wenn sie den Wunsch nach einer besseren Work-Life-Balance äußern. Sie werden daher als die „vergessenen Arbeitnehmer“ bezeichnet, da sie hinsichtlich Maßnahmen und Untersuchungen zu Vereinbarkeit von Beruf und Familie meist übersehen werden.

## Individuelles Gleichgewicht
Das persönliche Gleichgewicht, bei dem Familie, Privatleben und der Beruf in Einklang stehen, hat viele Facetten, je nach Lebenseinstellung; beispielsweise:
- Zeit und Muße für Familienbeziehungen und für sich selbst zu haben,
- einen Beruf auszuüben, für den man talentiert ist, in dem man einen Sinn sieht und der den Lebensunterhalt sichert, eine Ausbildung oder ein Studium zu absolvieren oder sich sozial oder ehrenamtlich zu engagieren,
- den Wohnort nach eigenen Wünschen zu wählen, etwa aufgrund persönlicher Bindungen oder einer Affinität zu Land und Kultur,
- lebenslang offen für Neues zu bleiben, Hobbys und Freundschaften zu pflegen,
- die eigene Gesundheit wichtig zu nehmen und durch gesunde Lebensumstände und -gewohnheiten zu fördern,
- Überschneidungen und Spillover-Effekte zwischen den Lebensbereichen selbst zu steuern und zu gestalten,
- unabhängig von gesellschaftlichen Stereotypen oder Vorgaben flexibel handeln und eigene Vorstellungen von Balance verwirklichen zu können,
- mit sich selbst im Reinen zu sein.

Neben der Beziehung zu Partner und Kindern können je nach Landesgepflogenheiten, persönlicher Lebensgeschichte sowie geographischer und emotionaler Nähe auch Beziehungen zu anderen Verwandten, insbesondere zur älteren Generation, eine wichtige Rolle spielen. Diese können sich in der Betreuung der Kinder durch die Großeltern oder umgekehrt in der häuslichen Pflege der Eltern oder Schwiegereltern ausdrücken.
Ein bewusst gestaltetes Gleichgewicht der Lebensbereiche – einschließlich einer praktische, gesundheitliche, geistig-emotionale und seelische Aspekte umfassenden Selbstsorge – gilt als entscheidend für das subjektive Wohlbefinden und die Lebensqualität. Den Schutz von Raum und Zeit für das private Leben sehen Soziologen in der Folge von Deregulierung und Flexibilisierung nicht mehr als selbstverständlich an: Dieser werde zusehends zu einer Leistung des Individuums, der sowohl für den Einzelnen als auch für die Gesellschaft von existenzieller Bedeutung sei. In einer Veröffentlichung der Forschungs- und Beratungsstelle Arbeitswelt wird hervorgehoben, dass vielfältigere Arrangements zwischen betrieblichen und individuellen Interessen häufiger werden könnten, wenn mehr Optionen angeboten würden, dass die Individualisierung aber auch die Gefahr individueller Ausgrenzung berge, wenn die Bewältigung der eigenen Lebenssituation nicht gelinge.
In der Alltagssprache wird gelegentlich der Begriff „Supermama“ verwendet, der oft Bewunderung, Skepsis oder auch eine Überhöhung von Anforderungen ausdrückt.
Vielfach wird angeführt, ein perfektionistisches Streben, alle Lebensbereiche in hervorragender Weise zu meistern, könne über eine damit einhergehende hohe Belastung langfristig zum Burnout führen. Maßnahmen zur Verbesserung des Gleichgewichts trügen daher, ebenso wie Maßnahmen zur Gesundheitsförderung, zur Burnout-Prophylaxe bei.
Wird die Vereinbarkeit von Familie und Beruf als Aufgabe des Individuums betrachtet, so werden als wichtige Begriffe und Ziele häufig genannt: Flexibilität (auch im Sinne von Anpassungsfähigkeit) und gegenseitige Rücksichtnahme, die Möglichkeit zur Selbstbestimmung, Gelassenheit und die soziale Einbindung in die jeweiligen Lebenswelten.
Als individuelle Maßnahmen zur Erreichung eines Gleichgewichts werden vor allem Techniken der Selbststeuerung und des Zeit- und Selbstmanagements hervorgehoben, darunter vor allem eine individuelle Prioritätensetzung.

### Untersuchungen von Wechselwirkungen zwischen Lebensbereichen
Ausgehend von der Annahme getrennter Lebensbereiche werden positive und negative Wechselwirkungen zwischen den Bereichen untersucht, wobei je nach Art und Richtung der Einwirkung zwischen positiver Wirkung (Work-to-Family-Förderung und Family-to-Work-Förderung) und negativer Wirkung (Work-to-Family-Konflikt und Family-to-Work-Konflikt) unterschieden wird. Konflikte werden zudem nach Art des Konflikts unterschieden (etwa in Bezug auf Zeit, Beanspruchung und Rollenverhalten bzw. Rollenerwartung). Hypothesen für auftretende Wechselwirkungen werden durch verschiedene Modelle dargestellt:
- das Segmentationsmodell einer unabhängigen Entwicklung der Bereiche,
- das Kongruenzmodell, bei dem bestimmte Variablen (etwa persönliche Eigenschaften) in verschiedenen Lebensbereichen ähnliche Wirkung zeigen,
- das Identitätsmodell ohne Trennung der Lebensbereiche,
- das Spillover-Modell, bei dem sich positive oder negative Entwicklungen (etwa in Bezug auf Sicherheit, persönliche Zufriedenheit, Weiterbildung, Stärken oder Fähigkeiten, oder umgekehrt Überforderung, Stress, Unstimmigkeiten, mangelnde Konzentrationsfähigkeit[156], Verspätungen[156] oder Absenzverhalten[156]) in den verschiedenen Bereichen gegenseitig verstärken, eventuell kombiniert mit Crossover-Effekten auf andere Personen,
- das Kompensationsmodell, bei dem negative Entwicklungen in einem Bereich zu Bemühungen führen, sie durch positive Entwicklungen und Bedürfnisbefriedigung im anderen Bereich auszugleichen (etwa durch die Suche nach Herausforderungen im Privaten, wenn die Arbeit als eintönig empfunden wird, oder durch das Streben nach Anerkennung am Arbeitsplatz, wenn zu Hause wenig Wertschätzung erfahren wird [157]),
- das Ressourcen-Abfluss-Modell, bei dem Ressourcen für einen Bereich (etwa Einsatz von Zeit und Aufmerksamkeit) vom anderen Bereich abgezogen werden (siehe hierzu auch: Theorie der Ressourcenerhaltung).

Sozioökonomische und psychologische Untersuchungen befassen sich unter anderem mit Auswirkungen auf die Leistungsfähigkeit und Zufriedenheit, auf die Gesundheit, auf die Paarbeziehung und auf das Wohlbefinden der Kinder, unter Einbeziehung von Bewältigungsstrategien und Unterstützungssystemen (support systems). Da die in den verschiedenen Modellen postulierten Effekte gleichzeitig auftreten können, werden zunehmend komplexere, integrative Modelle untersucht. Beispielsweise wird ein möglicher Einfluss von Persönlichkeitsmerkmalen und Geschlecht auf Art und Ausmaß der auftretenden Wechselwirkungseffekte berücksichtigt. 
Als Sammelbegriff für eine zunehmende Auflösung der Grenzen zwischen Lebensbereichen wird auch von Entgrenzung gesprochen.
Die Trennung von Persönlichkeits- und Lebensbereichen ist in verschiedenen Kulturen unterschiedlich stark ausgeprägt. Laut Untersuchungen von Sylvia Schroll-Machl zu Kulturstandards unterscheiden insbesondere berufstätige Deutsche deutlich zwischen Berufs- und Privatleben. Inwieweit diese Entgrenzung eine wünschenswerte Chance oder ein Risiko darstellt, ist umstritten. Der Umgang mit den eigenen Energien und Ressourcen, gegebenenfalls auch in Abgrenzung zu den Anforderungen der Erwerbs- und Produktionswelt, wird zunehmend zu einer individuell zu bewältigenden Aufgabe.

### Einfluss technischer Mittel
Mobiltelefonie und Smartphones ermöglichen eine nahezu ständige Erreichbarkeit, so dass auf Anforderungen und auftretende Zeit- oder Rollenkonflikte schnell reagiert werden kann. Telearbeit als „informations- und kommunikationstechnisch unterstützte Erwerbsarbeit außerhalb einer zentralen Betriebsstätte“ ist weit verbreitet.
Für Routinebesprechungen wird in Unternehmen häufig die Kommunikation per Videokonferenzen genutzt. Je nach Art der Tätigkeit kann dies bei entsprechender Planung die Zahl der Geschäfts- und Dienstreisen verringern und dadurch zu einer besseren Vereinbarkeit führen.
In einer repräsentativen Umfrage von TNS Infratest von 2007, die im Auftrag des Kommunikationssoftware-Anbieters WebEx unter 1.500 erwerbstätigen Bundesbürgern durchgeführt wurde, äußerten 48 %, dass Webkonferenzen, Home-Office oder virtuelle Büros ihnen prinzipiell dabei helfen könnten, Arbeit und Familie besser zu vereinbaren. Allerdings wurde diese Überzeugung durch Kinderlose stärker vertreten als durch erwerbstätige Eltern. In einer ein Jahr zuvor vorgenommenen telefonischen Umfrage von TNS im Auftrag von WebEx unter 1.600 Erwerbstätigen hatten noch 78 % der Frauen und 72 % der Männer erklärt, dass ihnen moderne Technologien wie Internet oder Webkonferenzen helfen würden, Arbeit und Familie besser zu vereinbaren.
Durch den Einsatz dieser technischen Mittel kann die Grenze zwischen Berufs- und Privatbereich stärker verwischen. Je nach Art der Nutzung kann dies zu einer erhöhten Belastung beziehungsweise fehlenden Erholung der Betroffenen führen.

## Familie, Dienstleistungen und öffentlicher Raum

### Herausforderungen innerhalb der Familie und im öffentlichen Leben

Verkehrszeichen: Kinder

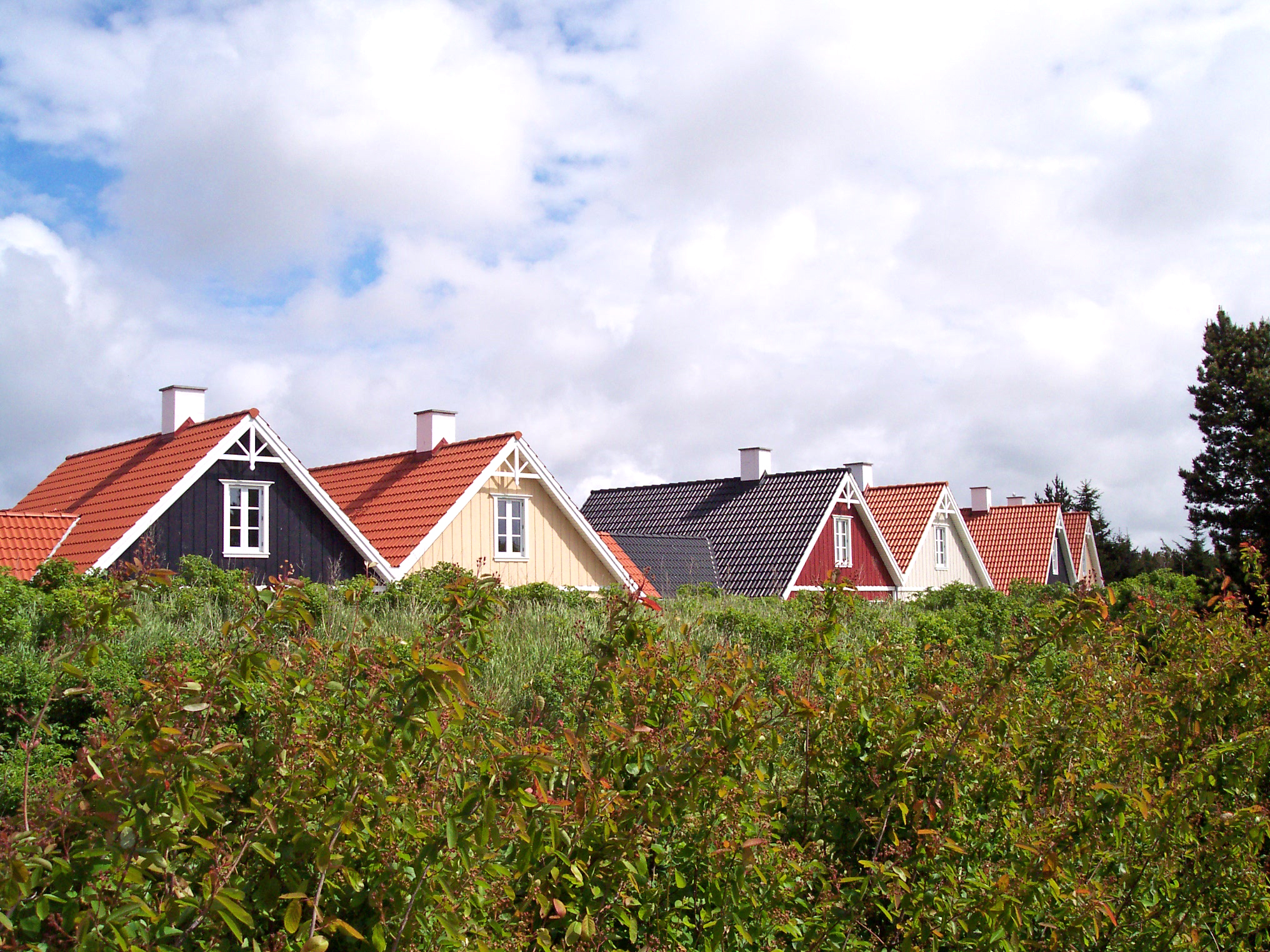
Häuser in Blåvand, Dänemark

Ganz abgesehen von der politischen und unternehmerischen Dimension stellt das Vereinbaren von Familie und Beruf auch eine konkrete Herausforderung der alltäglichen Lebensführung für berufstätige Eltern dar. Ein selbst gewählter Berufsweg, eine eigene Familie mit oder ohne Kinderwunsch und ein Engagement im sozialen, kulturellen, sportlichen oder politischen Bereich gehören für viele zur Wunschvorstellung eines glücklichen Lebens. Die Bedeutung dieser Aspekte variiert je nach Persönlichkeit, Rollenverständnis und Lebensentwurf.
Für Eltern, die wegen ihrer Berufstätigkeit nicht unbegrenzt Zeit für die Familie zur Verfügung haben, ist es eine Herausforderung, das Familienleben im Alltag bewusst zu gestalten und den Bedürfnissen aller Familienmitglieder so weit wie möglich gerecht zu werden. Gerade junge Väter wünschen sich vielfach, aktiv Vater zu sein. Flexible oder auch geringfügig verkürzte Arbeitszeiten können es berufstätigen Müttern und Vätern ermöglichen, innerhalb der Woche Zeit für die Kinder frei zu halten, beispielsweise in der Form eines regelmäßigen Kindernachmittags. Vielfach wird Zeit, die bewusst als gemeinsame Familienzeit wahrgenommen wird (quality time oder „Qualitätszeit“ – etwa gemeinsame Mahlzeiten, Aktivitäten oder Ausflüge, auch an Wochenenden und in den Familienferien) als besonders wichtig hervorgehoben. Vereinzelt wird berichtet, das Konzept der „Qualitätszeit“ werde kritisch als Ideologie aufgefasst, die eine Knappheit mütterlicher Zeit rechtfertige. Pädagogen heben die Bedeutung der Art der Beziehung zum Kind hervor – es sei entscheidend, dass Eltern für ein Kind ansprechbar seien, die wichtigsten Probleme des Kindes zu lösen helfen und seine persönlichen Züge und Stärken kennen und dass das Kind Vertrauen zu den Eltern habe. Des Weiteren wird betont, dass auch nach einem langen Arbeitstag Selbstdisziplin und Konsequenz im Umgang mit Kindern erforderlich sind. Wenn keine Kraft für die Kindererziehung bleibe, bestehe die Gefahr, dass die Kinder wenig Selbständigkeit entwickelten und dadurch von den Eltern umso mehr als „anstrengend“ empfunden würden.
Vielfach fällt es Eltern besonders schwer, Zeit für die Partnerschaft zu finden. Wenn Kinder heranwachsen, spielen die Erwerbstätigkeit der Eltern und die elterliche Rollenverteilung eine Rolle als Vorbilder für die eigene Entwicklung.
Untersuchungen zur Arbeitsteilung in der Familie zeigen, dass eine partnerschaftliche Aufteilung der Sorgearbeit zwischen den Geschlechtern im Alltag mit sehr viel Mühen verbunden ist. So führt die Delegation der Betreuung an eine Tagesbetreuungseinrichtung, an Gasteltern oder an Großeltern zu mehr Berührungspunkten zur außerfamilialen Welt und trägt so zu einer höheren Komplexität des Familienlebens bei.
Mit steigender Kinderzahl wird die Vereinbarkeit als schwieriger empfunden: In einer repräsentativen Umfrage unter Männern und Frauen in Deutschland mit Hochschulabschluss nannten Eltern mit zunehmender Kinderzahl die Bereiche seltener als „gut“ vereinbar und häufiger als „kaum oder gar nicht“ vereinbar. Die größte Zunahme lag bei dem Anteil derjeniger, die aussagten, die Bereiche ließen sich „mit viel Energie oder Geschick vereinbaren“.
Die verschiedenen Lebensbereiche in Einklang zu bringen stellt Familien vor konkrete Probleme, die flexible Lösungen erfordern. Der Einfluss des Wohnumfelds und der sozialen Infrastruktur ist mitentscheidend für die Vereinbarkeit von Familie und Beruf und für die Möglichkeit gesellschaftlicher Partizipation.
WohngebietDie unmittelbaren Wohnumgebung konditioniert den Familienalltag. Sind Arbeitsmöglichkeiten, Schulen, Einkaufs-, Betreuungs- und Freizeitangebote und befreundete Kinder in unmittelbarer Nähe, verkürzen sich die Wege, und bei größeren Kindern erübrigt sich ein Bringen und Holen durch die Eltern. Das Angebot an Plätzen in Kindertagesstätten und in Ganztagsschulen deckt vielerorts nicht die Nachfrage; dabei sind die kommunale Familienpolitik der Städte und Gemeinden und die Einteilung in Schulbezirke bzw. Schulsprengel zu berücksichtigen.
Mobilität der KinderFür Kinder im schulpflichtigen Alter stellt sich die Frage des Schulwegs und des Bringens und Abholens für außerschulische Aktivitäten. Je nach am Schulort vorliegendem Angebot an Aktivitäten innerhalb oder außerhalb der Schule und je nach den Möglichkeiten der Kinder, die entsprechenden Orte selbstständig zu erreichen, werden Eltern gegebenen Falles als „Elterntaxi“ tätig. Offensichtlich spielen dabei familienspezifische Aspekte der Mobilität wie das öffentliche Nahverkehrsnetz, Schulbusse, die Bedingungen für den Fußverkehr sowie Schülerlotsen und Verkehrserziehung für Kinder eine wichtige Rolle. Laut „La città dei bambini“ von Francesco Tonucci hat die gefühlte Sicherheit der Bürger – im Straßenverkehr sowie in Bezug auf Kriminalität – einen wichtigen Einfluss darauf, inwieweit sich Kinder im öffentlichen Bereich alleine bewegen können. Das Deutsche Kinderhilfswerk hat festgestellt, dass es für Kinder immer schwieriger geworden sei, selbstständig das Wohnumfeld zu erkunden oder gefahrlos auf Straßen, Gehwegen und Plätzen zu spielen, und dass soziale Kontakte meist über die Eltern organisiert würden. Laut Ergebnissen der sogenannten „Freiburger Kinderstudie“ ist die Möglichkeit zum unbeaufsichtigten Spiel mit Gleichaltrigen im unmittelbaren Wohnumfeld (in einem Umkreis von 150 bis 200 Metern) besonders prägend für den Alltag von Kindern und beeinflusst den Bedarf an organisierter Kinderbetreuung. Maßnahmen zur Gestaltung eines kinder- und familienfreundlichen Wohnumfeldes mit verkehrsberuhigten Bereichen und Spielstraßen können die Freiräume und die Verkehrssicherheit für Kinder verbessern; auch gänzlich autofreie Stadtquartiere sind möglich. Somit wirken auch diese Faktoren indirekt, bei Kindern im schulpflichtigen Alter, auf die Vereinbarkeit von Beruf und Familie ein.
Organisation von NachmittagsaktivitätenHans Bertram, Vorsitzender der Sachverständigenkommission des Siebten Familienberichts, sieht bezüglich der Organisation nachmittäglicher Bildungsangebote in Deutschland vor allem die kommunale Familienpolitik in der Pflicht: „Die Erziehungsberatung, der Sportverein, die Musikschule oder die Tanzgruppe sind zwar meist gute und ausdifferenzierte kommunale Angebote für Kinder, aber sie sind nicht so organisiert, dass nicht irgendjemand die Kinder an diese unterschiedlichen Orte bringen muss, in der Regel die Mutter. Eine nachhaltige Familienpolitik wird also auch die Rahmenbedingungen reflektieren müssen, damit die Kommunen bei ihren unterschiedlich ausdifferenzierten Angeboten Orte für Kinder bereit stellen, die es den Eltern erleichtern, die unterschiedlichen Lebensbereiche der Familie mit den variablen Entwicklungsansprüchen ihrer Kinder so zu integrieren, dass Kinder mit unterschiedlichen Interessen und unterschiedlichen Alters die Möglichkeit haben, auch gemeinsam mit anderen Kindern aufzuwachsen“. Schon im Kindergartenalter muss das Bringen und Abholen für altersspezifische Nachmittagsaktivitäten organisiert werden. Pädagogische Angebote innerhalb der Kindergärten sind im Hinblick auf Raumbelegung, reibungslosen Ablauf des Kindergartenalltags und Teilnehmerzahl meist eng begrenzt. Zusätzliche Angebote können über die Elternvertretung organisiert werden, wobei aber die Eltern oft für die Schnittstelle zum Kindergarten, etwa das Bringen und Abholen, zu sorgen haben. Teilweise bieten Schulen und Sportvereine Nachmittagsangebote ohne elterliches Bringen und Abholen an; dies gilt insbesondere für die Niederlande.
Mobilität der Eltern im AlltagDie Zunahme der Frauenerwerbstätigkeit und der alltäglichen familienbedingten Verwendung des Autos gelten als Hauptursachen für eine Zunahme des innerstädtischen Verkehrs. Es ist behauptet worden, der Wunsch nach kurzen Wegen für die Haus-, Familien- und Erwerbsarbeit und für die Freizeit steigere die Nachfrage nach Wohnstandorten in innenstadtnahen Bereichen, und ein besseres Gleichgewicht könne in einer „Stadt der kurzen Wege“ mit einer kleinräumigen, stadtstrukturellen Mischung aus Arbeitsstätten, Einkaufs- und Dienstleistungseinrichtungen, Schulen und Kindertagesstätten sowie Freizeit- und Kulturangeboten gelingen. So deuten Untersuchungen aus den USA auf einen Zusammenhang zwischen der Lockerung der traditionellen Rolle der Frau und einer Aufwertung innenstadtnaher Wohngebiete hin.
Berufliche Mobilität und WohnortswechselDer Wunsch, als Familie gemeinsam zu wohnen, steht unter Umständen einer unabhängigen beruflichen Entwicklung der Eltern entgegen. In einem anderen Staat oder Bundesland wird der eigene Berufs- oder Studienabschluss nicht immer anerkannt, obschon zumindest innerhalb der EU (Europäische Berufsanerkennungsrichtlinie) sowie im Rahmen des Europarats (Lissabon-Konvention) Schritte zur gegenseitigen Anerkennung von Berufsabschlüssen und Qualifikationen unternommen worden sind. Ein Auslandsaufenthalt als Expatriate bringt meist die Schwierigkeiten und Chancen eines Fremdsprachenerwerbs mit sich; die Kinder wachsen als Third Culture Kids mit Elementen verschiedener Kulturen auf. Größere räumliche Entfernungen zu Bekannten oder entfernteren Verwandten bedeuten, dass eine kurzfristige Kinderbetreuung durch Familienmitglieder oder Freunde weniger leicht möglich ist und die Unterstützung älterer Familienmitglieder aufwändiger wird. Ein Wohnortswechsel kann für die berufliche Laufbahn einer Person sinnvoll oder notwendig sein; für den Partner kann ein Umzug den Verlust beruflicher Kontinuität oder des persönlichen Beziehungsnetzes bedeuten, oder aber auch eine neue Chance. Für Kinder bedeutet er, je nach Alter, einen Schulwechsel und die Suche nach neuen Freunden. Längere tägliche Arbeitswege stellen einen Kompromiss dar, weshalb in Deutschland mehrere Gerichte die seit 2007 geltende Kürzung der Pendlerpauschale für unvereinbar mit dem Schutz von Ehe und Familie erklärt haben; sie bedingen allerdings weniger Zeit für die Familie. Auch Dienstreisen erhöhen die Schwierigkeiten und den Koordinationsbedarf, wenn nicht der Partner, ein anderes Familienmitglied oder beispielsweise ein Au-pair im Hause bleiben kann. Die Kosten einer doppelten Haushaltsführung sind steuerabzugsfähig, und dies auch für unverheiratete Eltern, sofern im zeitlichen Zusammenhang mit der Geburt eine der Wohnungen zur gemeinsamen Familienwohnung erklärt wird. Die Herstellung einer Erziehungsgemeinschaft kann ein wichtiger Kündigungsgrund sein, wenn sie dem Kindeswohl dient; unter entsprechenden Voraussetzungen führt eine solche Kündigung nach einem Urteil des Senats des Bundessozialgerichts nicht zu einer Sperrzeit beim Arbeitslosengeld (B 11a/7a AL 52/06 R vom 17. Oktober 2007). In Unternehmen kann die Absenkung von Mobilitätserfordernissen und die Verringerung von Belastungen, die sich aus Mobilität ergeben, eine größere Familienfreundlichkeit bedeuten.
FlexibilitätsanforderungenEltern müssen vielerlei Erfordernisse  flexibel auffangen. Dabei kann es sich um planbare Erfordernisse handeln – etwa um Lücken zwischen den täglichen Öffnungszeiten der Betreuungseinrichtungen und der elterlichen Arbeitszeiten, um Schließungen von Betreuungseinrichtungen aufgrund von Ferienzeiten, oder um regelmäßige Nachmittagsaktivitäten der Kinder – oder um kurzfristig auftretende Erfordernisse beispielsweise aufgrund von Krankheiten der Kinder oder kurzfristigen Ausfällen von Betreuungspersonen. Diese Flexibilitätsanforderungen belasten die Eltern, da sie sie nur zum kleinen Teil an andere Personen oder an Organisationen weiterleiten können. So lassen sich beispielsweise Ferienzeiten der Betreuungseinrichtungen nur schwer durch eigene Urlaubstage abdecken und atypische Beschäftigungszeiten, auch von Teilzeitbeschäftigten, sind kaum vom Kindertagesbetreuungsangebot abgedeckt. In Deutschland können sich Behörden, Unternehmen und andere Institutionen im Rahmen von „Lokalen Bündnissen für Familien“ darauf verständigen, Arbeitszeiten und Öffnungszeiten von Kinderbetreuungseinrichtungen besser aufeinander abzustimmen; 2004 erklärten in einer repräsentativen Umfrage des Meinungsforschungsinstituts Emnid drei Viertel der Befragten, dass die entsprechenden Zeiten nicht zueinander passten. Zur Unterstützung berufstätiger Eltern bestehen einzelne Initiativen, die eine kurzfristige häusliche Betreuung kranker Kinder durch besonders geschultes Personal ermöglichen.
HausarbeitIm Privathaushalt anfallende Arbeiten bedeuten einen hohen Zeitaufwand. Eine Verlängerung der Ladenöffnungszeiten erleichtert die Vereinbarkeit von Familie und Beruf für die meisten Personen (Kunden), erschwert sie aber für die Beschäftigten im Handel. Eine eventuell resultierende Schließung kleinerer Geschäfte – mancherseits als mögliche Folge einer Flexibilisierung angeführt – und daraus resultierende längere Einkaufswege wären auch für Kunden nachteilig. Zusätzliche Optionen bieten Dienstleistungsangebote wie Einkaufen mit Lieferservice und Online-Einkaufen. Hinzu kommen Service-Anwendungen für administrative Vorgänge, etwa Online-Banking und -Behördengänge. Im Rahmen des EU-Projekts Bewältigung des Alltags wird berichtet, dass in Frankreich und in einzelnen Gemeinden Italiens Unternehmens- und Regierungsvertreter zusammenarbeiten, um öffentliche Dienste, den öffentlichen Nahverkehr und Ladenöffnungszeiten besser mit den üblichen Arbeitszeiten in Einklang zu bringen. Auch die zunehmende Automatisierung im Haushalt zur Erleichterung der Hausarbeit kann unter Umständen dazu führen, dass den Beteiligten mehr Zeit zur Verfügung steht. Eine altersgemäße Beteiligung von Mädchen und Jungen an der Hausarbeit gilt als pädagogisch wichtiger Bestandteil des Familienalltags und fällt besonders bei älteren Kindern positiv ins Gewicht.
Unterstützung für FamilienIm Rahmen finanzieller und organisatorischer Möglichkeiten können externe Dienstleistungen die Eltern entlasten; einen wichtigen Platz nimmt vor allem bei der Kinderbetreuung auch unbezahlte Unterstützung ein. In Deutschland wird unbezahlte Unterstützung vorwiegend durch die erweiterte Familie, sowie – seltener, meist in unvorhergesehenen Situationen – durch das informelle soziale Netzwerk im Freundschafts-, Nachbarschafts oder Kollegenkreis geleistet. Bei mehreren Kindern, besonders wenn sie klein sind oder aus anderen Gründen besonderer Hilfe bedürfen, erfordert die Bewältigung des Alltags im Allgemeinen weitere Schritte: beispielsweise die Reduzierung der Arbeitszeit eines oder beider Elternteile, eine Unterstützung durch eine Kinderfrau oder Haushaltshilfe, die Hilfe der Großeltern oder die Anwesenheit eines Au-pairs. In Deutschland ist laut Ergebnissen einer Studie des DIW die Nähe zum Wohnort einer Großmutter ein relevanter Faktor für die Kinderzahl von Familien. Allerdings sind Großmütter in zunehmendem Maße erwerbstätig und stehen daher vor allem in städtischen Gebieten in geringerem Maße in ihrer traditionellen Rolle bereit. Auch die Erhöhung des Renteneintrittsalters wird als Erschwernis für den Kontakt zwischen Kindern und Großeltern genannt. Eltern unterstützen sich auch untereinander durch informelle Kontakte, die beispielsweise über Schwangerschaftskurse, Spielplätze oder Kinderbetreuungsgruppen geknüpft werden. Mehr-Generationen-Häuser und Familienzentren dienen der Förderung solcher Kontakte in der Nachbarschaft.
Engagement für DetailsIn der Praxis kann eine Vielzahl kleinerer Koordinierungsaufgaben den Alltag berufstätiger Eltern verkomplizieren. Durch mehr Interaktionen der Haushalte mit verschiedenen Institutionen nimmt die Komplexität der Lebensbedingungen zu. Hinzu kommt die Summe viele Einzelheiten bezüglich der Kinderbetreuung und -erziehung: Detailfragen wie die, ob Essen vom Betreuungspersonal oder von den Eltern vorbereitet wird, ob Schulbücher als Sammelbestellung gekauft werden, ob verschiedene Ausgaben in der Summe abgerechnet werden können, ob Kinderfotos für die Gruppenarbeit in der Betreuungseinrichtung aufgenommen werden und ob eine Beschriftung von Kinderbildern und -kunstwerken bereits vor Ort geschieht machen in der Summe vor allem im Alltag von Mehrkindfamilien einen großen Unterschied. Je nachdem, wie die Erfüllung kleiner Erfordernisse vorgesehen ist, sind Eltern genötigt, kurzfristig ihre Tagesplanung entsprechend anzupassen. Wichtig für die Koordination des Familienalltags ist, dass Eltern verlässliche und aktuelle Informationen von Seiten der Betreuungseinrichtungen, Kindergärten und Schulen erhalten, und dies auch im Fall, dass sich mehrere Personen sich beim Bringen und Abholen der Kinder abwechseln. Die Gewohnheiten in Betreuungseinrichtungen sind durch die Vorstellungen der Leitung, die finanzielle Ausstattung und den Betreuungsschlüssel, aber auch durch gesellschaftlich vorherrschende elterliche Erwerbsmuster geprägt. In einer Umgebung, in Mütter mehrheitlich halb- oder ganztags zuhause sind, kann es beispielsweise den in Vollzeit berufstätigen Eltern schwerfallen, ihre Wünsche über die Elternvertretung zur Geltung zu bringen. Oft wird dabei die elterliche Bereitschaft, Zeit für Kleinigkeiten aufzubringen, als Liebe und Fürsorge interpretiert und demgemäß vorausgesetzt.
Soziale Maßnahmen, Gesundheitsförderung und berufliche FörderungZum Teil durch öffentliche Mittel und Krankenkassen organisiert oder finanziert, existieren vielfältige Angebote zur Stressprävention und zur besseren Alltagsbewältigung in Familie und Beruf. So gibt es für familiäre Belastungssituationen (etwa postnatale Depression, übergroße Müdigkeit, Überforderung, Partnerschaftsprobleme, exzessives Schreien eines Säuglings) neben der ärztlichen Versorgung auch häusliche Hebammenbetreuung zu Hause, Elternkurse, psychologische Beratung, Stillberatung, Mutter-/Vater-Kind-Kuren sowie Eheberatung, Paartherapie und Familienmediation; für Schwierigkeiten auf beruflichen Gebiet (etwa bei psychischer Belastung, Mobbing) gibt es Möglichkeiten von Mentoring, Coaching, Karriereberatung, beruflicher Weiterbildung, psychologischer Beratung und Teambuilding, die teilweise auch betriebsintern angeboten werden können. Beispielsweise kann ein Paartraining zur Stressbewältigung mit dem Ziel, ein Überschwappen von Arbeitsstress auf die Familie und umgekehrt zu vermeiden, nachweislich zu signifikanten Verbesserungen in Beruf und Partnerschaft führen.
Die Autoren einer Studie des Deutschen Jugendinstituts in Deutschland sprechen von einer doppelten Entgrenzung von Erwerbsarbeit und Familie. Manche Familien würden die Anforderungen mit viel Einfallsreichtum bewältigen. Teils greifen Paare auf eine Erwerbskonstellation zurück, bei der einer der Partner stark flexibel auf berufliche Anforderungen reagieren kann, der andere hingegen verlässliche Arbeitsbedingungen hat und flexibel für die Familie einsetzbar ist. Dabei komme es oft entgegen der ursprünglichen Absicht des Paares zu einer Retraditionalisierung. Vorwiegend werde die Erwerbstätigkeit der Frau in ihrem quantitativen Ausmaß und ihrer qualitativen Bedeutung der Erwerbstätigkeit des Mannes hintangestellt, die Frau sei zugleich auch an geregeltere Abläufe gebunden. Den Ergebnissen der Studie zufolge fehle es den Alltagsstrategien der Eltern an Nachhaltigkeit, zumal es teils bei allen Beteiligten zu Überlastung, Erschöpfung und Überforderung komme, wodurch die Partnerschaft, die Beziehungen zu den Kindern und vor allem die Selbstsorge zu kurz kämen. Als wirksame Unterstützung für Eltern werden mehrere betriebliche Handlungsfelder identifiziert, beispielsweise gezielte Berufs- und Karriereförderung für Paare. Auf der gesellschaftlichen Ebene gehe es den Autoren der Studie zufolge um den Entwurf eines Gesamtkonzepts, das nicht einseitig der Dominanz der Erwerbstätigkeit folge.

### Work-Life-Dienstleistungsbranche
Rund um die Vereinbarkeit von Familie und Beruf hat sich eine Dienstleistungsbranche etabliert, die Unternehmen und Institutionen bei der Vereinbarkeit von Beruf und Familie unterstützt.
Das Angebotsspektrum umfasst unter anderem die Beratung von Arbeitgebern und Arbeitnehmern, die Vermittlung von Möglichkeiten zur Kinderbetreuung durch Kinderfrauen oder Tageseltern, die Vermittlung von Ferienfreizeiten, Tagesferien, Babysittern, Au-pairs, Unterstützung älterer Familienangehöriger (Eldercare), Abhol- und Taxidiensten sowie diversen Dienstleistungen im Zusammenhang mit der Haushaltsführung wie Reinigungskräfte und Haushaltshilfen, Gärtner- und Winterdienste. Auch die Organisation von Feiern wird als Dienstleistung angeboten: Zur Organisation von Kindergeburtstagsfeiern für einzelne Kinder oder für mehrere Kinder zugleich können Veranstalter, etwa Indoor Spielparks, herangezogen oder Animateure engagiert werden, bei Feiern für Erwachsene beispielsweise ein Partyservice. Ein Teil der Anbieter erbringt die Leistungen selbst, andere verstehen sich ausschließlich als Vermittler. Selten greifen Anbieter der Sparte FamilienService in die Arbeitsorganisation ein. Sogenannte Coworking mit Kind-Konzepte verbinden die Bereiche Familie (Kinderbetreuung) und Arbeit (Coworking Space). Neben der klassischen Beratung zur Familien-, Kinder- und Elternfreundlichkeit vermitteln Work-Life-Dienstleister auch Informationen und Ansprechpartner.
Eine höhere Erwerbsbeteiligung von Frauen kann ein Wachstum dieses Dienstleistungssektors mit sich bringen, da weniger Zeit für (unbezahlte) Arbeit im Haushalt bleibt; so ist beispielsweise in Schweden oder Dänemark, wo die Frauenerwerbsbeteiligung hoch ist, auch der Anteil der gesundheitlichen und sozialen Dienstleistungen an der Gesamtbeschäftigung hoch. Im Jahr 2005 variierte der Anteil der in Privathaushalten Beschäftigten an der Gesamtzahl der Erwerbstätigen innerhalb der EU zwischen 3,8 % (Spanien) und nahezu 0 % (Schweden) und lag im Mittel bei 1,4 %. In Deutschland wurden seit 2003 besonders günstige Regelungen für Minijobs im haushaltsnahen Bereich eingeführt, die der Kanalisierung der Arbeitskraft in sozialversicherungspflichtige Verträge dienen sollen. In einem Gutachten des Instituts der deutschen Wirtschaft Köln wurde hervorgehoben, dass eine steuerliche Absetzbarkeit familienunterstützender Dienstleistungen über eine erhöhte Frauenerwerbstätigkeit und eine Legalisierung bestehender Dienstleistungsverhältnisse zu Steuermehreinnahmen und einem Rückgang des Abgabenwachstums beitragen können. In Deutschland könnten einer 2006 veröffentlichten Studie der Robert Bosch Stiftung zufolge könnten durch familienunterstützende Dienstleistungen ungefähr 60.000 neue Vollzeitarbeitsplätze in Familien als Arbeitgebern entstehen. Die Möglichkeit der geringfügigen Beschäftigungen im Haushalt („Minijob“) wirkt jedoch als Anreiz zu kurzer Teilzeitarbeit, was einer Bündelung und Professionalisierung haushaltsnaher Dienstleistungen entgegenwirkt.
Modellversuche zur öffentlichen Förderung so genannter Dienstleistungspools, die haushaltsnahe Dienstleistungen vermitteln, zielen auf eine Professionalisierung solcher haushalts- und personenbezogener Dienste. In Frankreich wurde als unbürokratisches Zahlungsmittel der Chèque emploi service universel (CESU) für hausarbeits- oder personenbezogene Dienstleistungen im eigenen Haushalt eingeführt, mit dem Entgelt und Sozialversicherungsbeiträge zugleich bezahlt werden. Der CESU kann in der eigenen Bank beantragt werden oder durch den eigenen Arbeitgeber vorfinanziert werden. Auf Deutschland bezogen stellte das Institut Arbeit und Technik (IAT/Gelsenkirchen) auf Basis von Ergebnissen aus Pilotprojekten fest, eine öffentliche Förderung von Dienstleistungspools könne mehr zu einer finanziellen Eigenständigkeit der in diesem Bereich Beschäftigten beitragen als eine Förderung geringfügiger Beschäftigungsverhältnisse nach Art der „Mini-Jobs“.
Europaweit stieg Anfang des 21. Jahrhunderts die Zahl der Migrantinnen als Haushaltshilfen stark an. Für Reinigungs- oder Kinderbetreuungskräfte gewähren einige Staaten, so auch Deutschland, keine Aufenthaltsgenehmigungen, da in diesem Sektor kein Arbeitskräftemangel anerkannt wird. Als Ausnahme dazu wurde in Deutschland 2005 eine Arbeitserlaubnis für osteuropäische Personen eingeführt, die in Haushalten von älteren und besonders pflegebedürftigen Personen arbeiten. Andere Staaten, wie Italien, Griechenland und Spanien, führten eigens Programme für die legale Anwerbung für Live-in-Haushaltskräfte ein, die im Haushalt der Arbeitgeber leben. Kritisch wird auf das Entstehen globaler Betreuungsketten hingewiesen, bei denen Arbeitsmigrantinnen eigene Kinder im Herkunftsland zurücklassen und sich dadurch von ihnen entfremden.
Die Work-Life Dienstleistungsbranche ist von der Familienpflege zu unterscheiden, bei der eine Pflegekraft die Familie unterstützt, wenn Eltern durch Krankheit vorübergehend nicht in der Lage sind, die Kinder zu versorgen und den Haushalt weiterzuführen. Familienpflege wird häufig von gemeinnützigen, kirchlichen oder karitativen Einrichtungen vermittelt.
Eigens für die Verbesserung der Work-Life-Balance kommen individuelle und betriebliche Trainings-Angebote hinzu, die Wege zu einer besseren individuellen Balance aufzeigen sollen. Hinzu kommen externe Beratungsagenturen, welche Beschäftigte im Alltag beraten und deren Aufgaben sich mit denen von Betriebsärzten, betrieblichen Sozialarbeitern oder Betriebspsychologen überschneiden. Solche externen Dienste sind in den USA seit den 1970er-Jahren als employee assistance üblich und werden zunehmend auch in Deutschland von Unternehmen oder Behörden herangezogen.
Innerhalb des Beratungsspektrums müssen Berater sorgfältig ausgesucht werden, da sich seine Randbereiche mit Angeboten im Esoterikmarkt überschneiden. Auch versuchen einzelne Organisationen, über das mit steigender Arbeitsbelastung zunehmende Interesse an spirituellen Themen Zugang zu Unternehmen zu finden. Dem bayerischen Verfassungsschutzbericht für 2006 zufolge sind in der Unternehmens-, Führungs- und Personalberatung auch Tarnorganisationen der Scientology tätig. In sensiblen Bereichen wie der Unternehmensberatung und der Personal- und Managementschulung wird bei der Vergabe öffentlicher Dienstaufträge teils eine ausdrückliche Erklärung über die Nichtanwendung der Methoden von L. Ron Hubbard verlangt.

### Projekte und Initiativen
Eine Vielzahl von nicht-kommerziell ausgerichteten Verbänden, Vereinen und Projekten widmet sich – teilweise mit öffentlicher Förderung – der Thematik von Arbeit und Familie.
Vorwiegend auf die Thematik der Vereinbarkeit ausgerichtete Interessenverbände sind der Verband berufstätiger Mütter e. V., der Verein Vaeter e. V., das Väter-Experten-Netz e. V. sowie der Berufsverband der Work-Life-Beratungsbranche Alliance for Work-Life Progress. Andere Verbände halten diese Thematik als eine unter vielen vor, so die Frauenverbände Business and Professional Women und European Women’s Management Development.
In Deutschland fördern die Bundes- und Landesregierungen, die Gewerkschaften und Wirtschaftsverbände Projekte und Initiativen zur Vereinbarkeit von Familie und Beruf. Die Bundeszentrale für gesundheitliche Aufklärung unterhält ein unabhängiges Informationsangebot zum Thema. Das BMFSFJ veröffentlicht Informationen zum Thema Vereinbarkeit von Familie und Beruf. Insbesondere führt es das 2006 gemeinsam mit der DIHK initiierte und durch Bundes- und ESF-Mittel geförderte Unternehmensprogramm Erfolgsfaktor Familie mit Informationen und einer Netzwerkplattform für den Erfahrungsaustausch unter Unternehmen. Das Centrum für Hochschulentwicklung, die Robert Bosch Stiftung und der Beauftragte der Bundesregierung für die neuen Bundesländer führen ein Programm Familie in der Hochschule durch. Die Initiative berufundfamilie bietet neben dem audit berufundfamilie auch eine alphabetisch und thematisch geordnete Liste relevanter Maßnahmen und verwandter Aspekte. Der DGB führt ein Projekt Vereinbarkeit von Familie und Beruf gestalten. Der Verbund für Unternehmen und Familie e. V.  unterstützt familienorientiertes Personalmanagement in den Mitgliedsunternehmen durch Beratung, Qualifizierung und Informationen. Das Projekt MittelstandundFamilie, initiiert durch die bundesweite Initiative Allianz für die Familie, eine Kooperation der Bundesregierung mit den Gewerkschaften und den Spitzenverbänden der deutschen Wirtschaft, betreibt eine Infoline und eine Datenbank mit dem Ziel, Arbeitgeber bei der familienfreundlichen Gestaltung von kleinen und mittleren Betrieben zu unterstützen. Des Weiteren entstanden Programme zur Förderung betrieblicher Kinderbetreuung in Deutschland.
Relativ neu sind Bestrebungen, auch die Randzeitenbetreuung oder flexible Kinderbetreuung in Arbeitsplatznähe (auch Coworking mit Kind genannt) als Bindeglied zwischen Familie und Arbeitswelt in die Förderung einzubeziehen, was vor allem für Schichtarbeitende, Alleinerziehende und Selbstständige notwendig ist.
Zu den durch die Ministerien der deutschen Landesregierungen geförderten Initiativen zur Vereinbarkeit zählen (bzw. zählten) das durch das Institut für Mittelstandsökonomie an der Universität Trier e. V. (inmit) herausgegebene und durch das Ministerium für Arbeit, Soziales, Gesundheit, Familie und Frauen Rheinland-Pfalz (MASGFF) geförderte, 2005 gegründete Projekt ZeitZeichen – Informationsstelle innovative Arbeitszeitmodelle, die Aktionsprogramme der Landesregierung von Mecklenburg-Vorpommern zur ESF-geförderten Unterstützung ausgewählter Projekte zur Vereinbarkeit, das Kompetenzzentrum Beruf & Familie des Landes Baden-Württemberg sowie mehrere Informationsangebote des Landes Nordrhein-Westfalen.
Ähnliche Projekte und Initiativen gibt es in Österreich und der Schweiz.
Die Initiative Taten statt Worte bietet Informationen und Links zum Thema Vereinbarkeit von Beruf und Familie und stellt österreichische Betriebe vor, die sich durch Familienfreundlichkeit auszeichnen.
Die Schweizer Fachstelle UND befasst sich mit Rahmenbedingungen für die Vereinbarkeit von Familien- und Erwerbsarbeit in Wirtschaft und Gesellschaft und den Möglichkeiten zur Realisierung einer individuellen partnerschaftlichen Arbeitsteilung.

### Vereinbarkeit während der COVID-19-Pandemie
In den Jahren 2020 und 2021 änderte die COVID-19-Pandemie die Situation berufstätiger Eltern aufgrund zahlreicher Ausgangssperren, Schulschließungen, Kontaktbeschränkungen und anderer Maßnahmen. Berufstätige Eltern sahen sich vor dem Dilemma, über viele Stunden gleichzeitig ihren Kindern beizustehen und ihrem Beruf nachzugehen. Selbst Telearbeit („Homeoffice“) löste diesen Rollenkonflikt nur teilweise, es sei denn, es standen andere Familienmitglieder oder externe Personen bereit. In Deutschland wurde zur Unterstützung von Familien das Kinderkrankengeld erweitert, das jedoch nur einem Teil der Eltern zustand, und dies auch nur in einem zeitlich und finanziell eng begrenzten Rahmen. Das Zweite Gesetz zum Schutz der Bevölkerung bei einer epidemischen Lage von nationaler Tragweite bewirkte im Rahmen der „Akuthilfe“ Erleichterungen bei dem Pflegeunterstützungsgeld und bei kurzzeitiger Arbeitsverhinderung, Flexibilisierungen bei der Familienpflegezeit und der Pflegezeit sowie eine Berücksichtigung von Einkommenseinbußen bei zinslosen Darlehen gemäß dem Familienpflegezeitgesetz. Derweil forderte die Initiative #Proparents, „Elternschaft“ als Diskriminierungsmerkmal (englisch: "Caregiver Discrimination", s. u.) in das Allgemeine Gleichbehandlungsgesetz aufzunehmen. Kritiker bemängelten geringe staatlichen Hilfen für Familien im Vergleich zu Ausgaben für Unternehmen und für das Kurzarbeitergeld.

## Vereinbarkeit von Familie und Beruf in einzelnen Staaten
Die Staaten Deutschland, Österreich und die Schweiz gelten aufgrund des Vorherrschens des traditionellen und des modernisierten bürgerlichen Familienmodells als konservativ. Im internationalen Vergleich sticht Deutschland durch eine hohe Rate kinderloser Akademikerinnen und eine niedrige Erwerbsquote hochqualifizierter Mütter hervor. Es bestehen weitreichende gesetzliche Regelungen zum Kündigungsschutz und zur Teilzeitarbeit; aus historischen Gründen ist die Situation in Ost- und Westdeutschland sehr verschieden. Eine deutliche Änderung der Rahmenbedingungen der Vereinbarkeit trat in Deutschland 2006 durch die Verabschiedung des Bundeselterngeld- und Elternzeitgesetzes ein. Darin wurde der Anspruch auf Elternzeit und Elterngeld in Anlehnung an skandinavische Modelle neu geregelt. In Österreich bestehen gesetzliche Bestimmungen zum Kündigungsschutz und zur Teilzeitarbeit für Beschäftigte mit dreijähriger Zugehörigkeit zu einem Betrieb mit über 20 Mitarbeitern. In der Schweiz sind die Bedingungen der Vereinbarkeit zu einem vergleichsweise großen Teil vom Ermessen der Arbeitgeber abhängig.
Nordische Staaten, insbesondere Schweden, gelten als vorbildlich bezüglich der Umsetzung gleichberechtigter Chancen in Familien- und Erwerbstätigkeit für Männer und Frauen. Frankreich gilt als Musterbeispiel für eine flächendeckende öffentliche Kinderbetreuung für alle Altersgruppen, aber auch für eine öffentlich geförderte, private Kinderbetreuung. In Großbritannien wird die Vereinbarung von Familie und Beruf zwar weitgehend der individuellen Initiative überlassen, für Bevölkerungskreise, die von Familien- und Kinderarmut bedroht sind, wird sie politisch allerdings zumindest in Form einer Erwerbsintegration im Niedriglohnbereich gefördert.
Die Staaten der Europäischen Union haben Übereinkünfte zur Förderung der Vereinbarkeit getroffen, die in den EU-Staaten teils verbindlichen, teils empfehlenden Charakter haben. So wurde beispielsweise der in Deutschland geplante Ausbau der Kinderkrippen unter anderem durch eine Annäherung an die EU-weit angestrebte Betreuungsquote gemäß den „Barcelona-Zielen“ begründet.
Die USA haben weitreichende Maßnahmen zur Chancengleichheit der Geschlechter ergriffen, allerdings bestehen weitaus geringere gesetzliche Vorgaben zur Vereinbarkeit des Privat- und Familienlebens mit der Erwerbstätigkeit als in den meisten industrialisierten Staaten. In Japan herrscht ein sich modernisierendes traditionelles Rollenverständnis vor, in dem hohe Erwartungen an die Erwerbstätigkeit von Männern gestellt werden und Mütter, sofern sie erwerbstätig sind, häufig hohen Belastungen ausgesetzt sind.
Weltweit bestehen durch die Internationale Arbeitsorganisation aufgestellte Rahmenbedingungen aufgrund eines Abkommens, das jeden der beigetretenen Staaten dazu verpflichtet, es „zu einem Ziel der innerstaatlichen Politik zu machen, daß Personen mit Familienpflichten, die erwerbstätig sind oder erwerbstätig werden wollen, in die Lage versetzt werden, ihr Recht hierzu auszuüben, ohne sich einer Diskriminierung auszusetzen und, soweit dies möglich ist, ohne daß es dadurch zu einem Konflikt zwischen ihren Berufs- und ihren Familienpflichten kommt“. Diesem Abkommen sind bisher allerdings nur 38 Staaten beigetreten. Hingegen unterzeichneten 184 Staaten das CEDAW-Übereinkommen, das unter anderem den Ausbau von Kinderbetreuungseinrichtungen und anderer unterstützender Sozialdienste vorschreibt.

## Historische Einordnung
Wenn auch der Begriff Vereinbarkeit von Familie und Beruf erst seit Kurzem verbreitet ist, ist die Vereinbarkeit von Erfordernissen der Kinder- und Krankenbetreuung und denen der Sicherung des materiellen Lebensunterhalts ein uraltes Anliegen. Jäger und Sammler kannten noch keine differenzierte Arbeitsteilung oder eine Ausrichtung nach Berufen, diese entstand erst mit der Sesshaftigkeit im Neolithikum. Bis zum Beginn der Neuzeit herrschten in Europa eine Arbeitsteilung und starre Geschlechterrollen vor, ohne dass dies notwendigerweise eine Erwerbstätigkeit der Frau ausschloss.
Explizit negativ beantwortet wird die Frage einer Vereinbarkeit von Ehe und Beruf bereits im Altertum mit dem Aufkommen des Priestertums (vgl. etwa das Jungfräulichkeitsgebot der Vestalinnen und, historisch später, den Priesterzölibat); im Gegensatz dazu wird von Rabbinern in jüdischen Gemeinden meist erwartet, verheiratet zu sein und Kinder zu haben.
Die Traditionen des antiken Rom sahen vor, dass der männliche Haushaltsvorstand als pater familias das Hausrecht ausübte und das Haus nach außen vertrat; ihm stand auch prinzipiell das Recht über Leben und Tod über seine Kinder, seine Frau und seine Sklaven zu. Der Frau oblag die Organisation und die Kontrolle des Hauses, was ihr in diesem Lebensbereich eine bedeutende Autorität verlieh, wobei sie entsprechend ihrer sozialen Stellung als mater familias oder matrona die häusliche Arbeit an Haussklaven delegierte. Für die Versorgung von Kindern wurden im aktiken Rom teils Ammen eingesetzt, teils auch Frauen, die über die Säuglinge wachten und sie nicht stillten. Frauen waren zwar in der Öffentlichkeit präsent, spezielle Frauenberufe gab es aber kaum. Hoch angesehen war die Tätigkeit einer Frau als Hebamme und Ärztin; andere Erwerbsmöglichkeiten für Frauen, etwa als Tänzerin, Hetäre oder Prostituierte, brachten eine Stellung am Rande der Gesellschaft mit sich. Frauen der ärmeren Schichten arbeiteten außerhalb des Hauses, beispielsweise in den Handwerksbetrieben ihrer Männer, als Händlerinnen, als Gastwirtinnen oder in der Textilmanufaktur.
Auch im Mittelalter mussten Männer in der Lage sein, die Rolle des Ernährers zu erfüllen, bevor sie eine Familie gründen konnten; Frauen war meist schon aufgrund ihres Geschlechts der Zugang zu vielen Tätigkeiten versagt oder sehr erschwert, so etwa in Wirtschaft, Politik und Wissenschaft. Dennoch übten im Mittelalter viele Frauen in den Städten Berufe aus, sowohl im Handel als auch als Gewerbetreibende. Oft handelte es sich um Witwen, mitunter führte ein Ehepaar die Geschäfte gemeinsam. Unter Kaufleuten wurden Frauen dazu ausgebildet, die Geschäfte ihres Mannes während seiner Reisen oder im Todesfall weiterführen zu können. Im Handwerk wurde häufig ein Großteil der körperlichen Arbeit von älteren Söhnen oder Knechten übernommen;  viele Frauen waren gemeinsam mit ihrem Mann oder anderweitig erwerbstätig.
Der soziale und politische Einfluss der familialen Herkunft war hoch. So brachten standesgemäße Ehen gesellschaftliche Vorteile auch für die Berufsausübung des Mannes mit sich; nicht standesgemäße Ehen und Unehelichkeit wurden negativ sanktioniert. In ärmeren Bevölkerungsschichten waren solche Rollenvorgaben weniger stark ausgeprägt, zumal wenn es dort unerlässlich war, dass Männer und Frauen durch Erwerbstätigkeit zum Familieneinkommen beitrugen. In der Oberschicht war die Beschäftigung von Ammen und Kindermädchen und anderem Hauspersonal üblich, so dass sich eine Berufstätigkeit im Mittelalter und in der frühen Neuzeit ohne Weiteres mit der Familie vereinbaren ließ. In den unteren Schichten endete die eigentliche Kindheit etwa mit dem Alter von fünf Jahren; danach wurde von Kindern eine weitgehende Selbständigkeit erwartet und sie hatten bereits Aufgaben im Haushalt oder auch bezahlte Tätigkeiten zu übernehmen, um die Familie zu unterstützen.
In der agrarisch-handwerklichen Gesellschaft waren Haushalt und Arbeitsplatz meist eng miteinander verbunden und zugleich Ort der Sozialisation der Kinder (vgl. die idealisierende Verwendung des Begriffs „Das Ganze Haus“ bei Wilhelm Heinrich Riehl). Für Frauen auf dem Lande bedeutete dies jedoch eine Mehrfachbelastung: „Auch die Bauersfrau war, wie die bürgerliche Hausfrau, zuständig für den Reproduktionsbereich (Familie, Haushalt, Kindererziehung); dazu kamen ganz selbstverständlich die traditionellen ländlichen Frauenarbeiten (Garten, Kuhstall, Aufzucht allen Jungviehs, Schweinemast, Geflügel); und dazu wiederum gesellten sich zahlreiche Teilarbeiten bei der Feldbestellung (…)“.
Diese starke Arbeitsbelastung führte dazu, dass Säuglinge in einigen europäischen Regionen seit dem späten Mittelalter überhaupt nicht gestillt wurden und bereits als Neugeborene Tiermilch oder Brei erhielten, und zwar in allen Bevölkerungsschichten. Belege für diese Praxis gibt es für Niederbayern, Teile Württembergs, Böhmen, Teile der Schweiz, das österreichische Tirol, Norditalien, Finnland, Schweden, Russland und Island. In Niederbayern bestand diese Tradition noch um 1900 bei drei Vierteln aller Mütter. Ein süddeutscher Pfarrer berichtete 1868: „eine Mutter wird als übertrieben faul verschrieen, wenn sie sich entschliesst und Zeit nimmt, ihrem Kinde die Brust zu reichen, und darum macht sie es am Ende lieber wie die anderen und lässt es bleiben.“ Ähnliches galt für Schweden. Im Jahr 1749 ließ die Regierung wegen der hohen Säuglingssterblichkeit eine landesweite Erhebung durchführen. Besonders hoch war sie im hohen Norden. Hier war es seit Generationen üblich, die Babys vom ersten Tag an mit Kuhmilch zu füttern, wofür ein Kuhhorn benutzt wurde. War der Säugling etwas älter, wurde das gefüllte Horn so über die Wiege gehängt, dass das Kind ohne Hilfe daraus trinken konnte. Die Mütter begründeten diese Praxis damit, dass sie wegen ihrer Arbeit in der Landwirtschaft keine Zeit hätten, zu stillen. Die Arbeit in der eigenen Landwirtschaft ließ sich mit Kinderbetreuung jahrhundertelang genauso wenig verbinden wie eine außerhäusliche Tätigkeit. Zugleich waren eigene Kinder entscheidend für die persönliche soziale Sicherung im Alter.
Im Zeitalter der industriellen Revolution war vor allem in städtischen und industriellen Bereichen die Familienform der Kleinfamilie vorherrschend, und der Familienalltag war geprägt durch die mit der Industrialisierung verbundene Trennung von Haushalt und Arbeitsplatz und die familienökonomische Notwendigkeit der Frauen- und Kinderarbeit. Dabei brachten die sozialen Missstände dieser Zeit äußerst schwierige Wohn- und Arbeitsbedingungen mit sich, wobei soziale Notstände nur teilweise durch Anfänge einer Renten- und Invaliditätsversicherung gemildert wurden. In der bürgerlichen Kultur des Biedermeier hingegen bestimmte der Haushalt den Wirkungskreis der Frau; dies galt auch im wohlhabenden Bürgertum, das über Hauspersonal verfügte. Das Rollenverständnis von Familienernährer und Hausfrau und Mutter kam Mitte des 19. Jahrhunderts als bürgerliches Idealbild auf und war im Bürgertum in der Wende vom 19. zum 20. Jahrhundert weit verbreitet. (Siehe allerdings auch: Neue Ethik.) Die Entwicklung verlief in den europäischen Staaten unterschiedlich: Je mehr das Bürgertum eine tragende Rolle im Prozess der Modernisierung spielte, desto stärker setzte sich das Leitbild der männlichen Ernährerehe durch. Auch nach dem Zweiten Weltkrieg wurde es in der Bundesrepublik als „bürgerliche Kleinfamilie“ zunächst wieder zur gesellschaftlichen Norm.
In der jüngeren Geschichte haben kulturell geprägte Leitbilder und politische Entwicklungen die Verhältnisse in den einzelnen Staaten stark beeinflusst, so auch beispielsweise in Deutschland.
Für bestimmte Berufe galt in der Neuzeit, dass Frauen sie zwar ausüben konnten, sie bei Heirat aber aufgeben sollten; dies traf teils auf Lehrerinnen und Bibliothekarinnen zu. Eine Zölibatsklausel im Arbeitsvertrag war in Deutschland bis 1957 statthaft. Umgekehrt ist es für bestimmte Berufsgruppen wie Soldaten und Seeleute auch Anfang des 21. Jahrhunderts aufgrund ihrer Tätigkeit nur schwer möglich, neben dem Beruf ein kontinuierliches Familienleben zu führen.

## Gleichstellung
Eine Vereinbarkeit von Familie und Beruf gilt als ein zentrales Element der Gleichstellung der Geschlechter, auch im Sinne des Gender-Mainstreaming.
Die Quelle Kersten/Neu/Vogel umgeht den Begriff „Vereinbarkeit“ und verwendet eine weitere Formulierungsmöglichkeit im Zusammenhang bzgl. Gleichstellung: „… steht die Verbindung von Familie und Beruf im Mittelpunkt der Überlegungen.“
Es wird erwartet, dass familienfreundliche Maßnahmen Ausfallzeiten verkürzen und Doppelbelastungen verringern können und dadurch Gehaltsunterschiede zwischen Männern und Frauen (den Gender-Pay-Gap) und familienbezogene Gehaltsnachteile, insbesondere Unterschiede zwischen Frauen mit Kindern und Frauen ohne Kinder (den Family Wage Gap), verkleinern können.
Manche Konstruktion der Balance von Beruf und Familie kann jedoch einer Hierarchisierung von Arbeit in Männer- und Frauenarbeit Vorschub leisten. So heißt es im Fünften Bericht der Bundesrepublik Deutschland zum Übereinkommen der Vereinten Nationen zur Beseitigung jeder Form von Diskriminierung der Frau:

„Der Ausschuss befürchtet, dass Maßnahmen zur Vereinbarung von Familie und Beruf stereotypen Erwartungen von Frauen und Männern Vorschub geben.“

Insbesondere deuten Forschungsergebnisse darauf hin, dass ein Anspruch auf eine sehr lange, nur Müttern zustehende Arbeitsfreistellung die Situation von Frauen auf dem Arbeitsmarkt verschlechtern kann; andererseits lassen sich entsprechende Nachteile zumindest teilweise kompensieren, indem Arbeitgebern Vorteile beim beruflichen Wiedereintritt von Müttern zugestanden werden. Selbst prinzipiell Männern und Frauen gleichermaßen zustehende Rechte können sich ungleich auf die Beschäftigungsfähigkeit (employability) von Männern und Frauen auswirken, sofern sie in der Praxis häufiger von Frauen in Anspruch genommen werden.

### Polarisierung der Erwartungen am Arbeitsplatz
Familienpflichten kollidieren oft mit normativen Erwartungen am Arbeitsplatz: „Da das männlich geprägte Berufsverständnis und die moderne Arbeitsorganisation voraussetzen, dass Arbeitende dem Betrieb vollständig zur Verfügung stehen – auch über die betrieblichen Arbeitszeiten hinaus: für Überstunden und Schichtarbeit, Weiterbildung und Dienstreisen, – wird Arbeitskräften, die potentiell eine Erwerbsunterbrechung und zeitweilige Teilzeitarbeit in Anspruch nehmen, auch schon vor einer Familiengründung nur eingeschränktes Engagement unterstellt.“ 
Da in der Rollenverteilung bei Hausarbeit und der Kindererziehung Frauen meist mehr Zeit für Haus- und Familienarbeit aufwenden, zeigt diese Einschätzung insbesondere für Frauen Wirkung: so gelten Frauen mitunter unterschiedslos als „mit einem prinzipiellen Makel häuslicher und mütterlicher Verpflichtung behaftet“, mit entsprechenden Auswirkungen auf Einstellung und Beförderung von Frauen bei gleicher Qualifikation. Dies gilt insbesondere auch für hohe Positionen. So wird festgestellt, gerade für hochqualifizierte Tätigkeiten habe sich gegenüber Frauen das „Ethos der umfassenden zeitlichen und räumlichen Verfügbarkeit […] als überaus wirksames Ausgrenzungsinstrument erwiesen“. (Siehe auch: Genderaspekte von Hyperinklusion.)
Bezüglich eines organisatorischen Wandels, der auch für Führungskräfte eine Arbeitszeitflexibilisierung, individueller Arbeitszeitgestaltung und Arbeit in Teilzeit ermöglichen würde, stellt der Soziologe Ulf Kadritzke fest:

„Das stärkste Hindernis für den organisatorischen Wandel bildet das alte Leitbild männlicher, unteilbarer Führungskraft, das nach wie vor im Top-Management der meisten Unternehmen fest verankert ist. Es (v)erklärt die erfolgreiche Managerkarriere als Opferfest des Privatlebens – und regelt ganz nebenbei den Zutritt ins Allerheiligste der Macht: Frauen haben draußen zu bleiben oder ihre Zeitwünsche an der Garderobe abzugeben; die Männer haben gezähmte Partnerinnen vorzuweisen, die selbst das Managerleben aushalten und mit absichern.“

Laut einem unter Leitung des WSI erstellten Bericht besteht ein enger Zusammenhang zwischen familiärer Arbeitsteilung, geschlechtsspezifischen Karrierechancen und vorherrschenden Arbeitsverhältnissen. Die Konzipierung von Männer- und Fraueneinkommen als „Familienernährerlöhne“ beziehungsweise als „Zuverdienste“ und die Norm einer Arbeitszeit, die mit der Sorge für Kinder und Haushalt schwer vereinbar sei, unterstellten und unterstützten die Familienform des Ernährermodells. Auch die familiäre Arbeitsteilung (mit primärer Zuständigkeit der Frau für die Familienarbeit) und bestehende Karrierenachteile von Frauen verstärkten sich wechselseitig.
Theoretische Ansätze zur Erklärung der Unterschiede in der Stellung von Männern und Frauen auf dem Arbeitsmarkt sehen eine der Hauptursachen für bestehende Benachteiligungen in der geschlechtsspezifischen Arbeitsteilung und der Zuschreibung der Haus- und Familienarbeit an die Frau. Irene Wennemo vom schwedischen Gewerkschaftsbund erklärte, eine Diskriminierung von Frauen geschehe generell, schon bevor sie Kinder bekämen, da Arbeitgeber ihnen aufgrund der Annahme, dass sie eines Tages Kinder bekommen würden, von vornherein ein geringeres Entgelt gewährten. Männer hingegen würden erst dann diskriminiert, wenn sie tatsächlich den Vaterschaftsurlaub in Anspruch nehmen. Sie hätten dann bei der Rückkehr an den Arbeitsplatz Schwierigkeiten, ihr Gehaltsniveau zu halten. So scheine es für das Paar eine vernünftige Entscheidung zu sein, dass Mütter den Elternurlaub voll ausschöpfen und ihn nicht mit dem Vater teilen.
Bundeskanzlerin Angela Merkel forderte 2012 mehr Respekt für Männer und Frauen, die Familienpflichten übernehmen, insbesondere mit Bezug auf ihre mögliche Eignung für Führungsaufgaben.

### Hierarchisierung und Dehierarchisierung
Für den Prozess der Hierarchisierung gelten zwei Phasen als kritisch: die Phase der Berufswahl und Ausbildung und die Phase der Familiengründung, in der – jedenfalls in Westdeutschland – oftmals eine Traditionalisierung der Geschlechterrollen in der Familie und ein Umbruch im Bezug zur Erwerbsarbeit stattfindet. Nach Aussage einer Studie trage aber auch die subjektive Bewertung des Berufs durch Frauen, die dem Inhalt der beruflichen Tätigkeit vor finanziellen und machtbezogenen Aspekten Vorrang gäben, zu einer Hierarchisierung nach Geschlechtern bei. Unabhängig davon können organisatorische Aspekte, wie beispielsweise eine mangelnde familienfreundliche Zeitkoordination, Eltern vor konkrete Schwierigkeiten stellen, ihre beruflichen Chancen einschränken und sich als versteckte Diskriminierung am Arbeitsplatz auswirken. Gegebenenfalls resultiert ein Karriereknick aufgrund der Synchronizität von entscheidenden Jahren für die Karriere mit den Jahren der Familiengründung. Langfristig ergeben sich – trotz der Anrechnung von Jahren der Kindererziehung – häufig nachteilige Auswirkungen auf die Rentenansprüche.
Eine Lebensphasenorientierte Flexibilisierung der Berufsbiografie, Weiterbildung während der Familienpause und eine Berücksichtigung von in dieser Zeit gewonnenen Kompetenzen, etwa im Sinne von Human- und Sozialkompetenz, könnten Eltern bei der Kompensation familienbedingter Karrierenachteile unterstützen. Zeitlich entzerrte Phasen von Karriereaufbau und Familiengründung, bei denen Unterbrechungen nicht in die karriereintensive Phase der ersten Berufsjahre fallen, sondern früher oder später stattfinden, könnten sich eventuell weniger negativ auswirken. Positive Gleichstellungseffekte flexiblerer Modelle werden erwartet, falls die Möglichkeiten ebenfalls von Männern genutzt werden und die Auszeiten nicht nur für Kinderbetreuung, sondern auch beispielsweise für Bildung und soziale Arbeit genutzt werden können. Dabei werden zudem Forderungen laut, auch Ausbildung verstärkt in Teilzeit zu ermöglichen.
Laut des Siebten Familienberichts der Bundesregierung hat eine mit einer Präsenzkultur oft verbundene „dominante männerbündische Arbeitskultur“ zur Folge, dass in Führungskreisen weniger Frauen präsent sind, dass familial begründeter Arbeitszeitreduktion bei Männern auf Widerstand stoßen und dass „in Führungskreisen gesellschaftlich wichtige Entscheidungen von Menschen getroffen werden, die mit dem Alltag der meisten Menschen – Familien, Kindern, Alten und in anderer Weise ausgegrenzten Personen – nicht das Geringste zu tun haben“.
Es ist vorgeschlagen worden, den Teilzeitarbeitsmarkt im Sinne der Gleichstellung von Frauen und Männern attraktiver zu gestalten und Anreize für Männer zu schaffen, einen größeren Teil der Familienarbeit zu übernehmen. Dies könne nicht nur durch einen Rechtsanspruch auf Teilzeit (wie er in einigen Ländern bereits besteht) und den Ausbau von Teilzeit in allen Beschäftigungsbereichen geschehen, sondern auch durch einen staatlichen Einkommensausgleich zur Aufstockung des Gehaltes von Beschäftigten, die Kinder betreuen oder Angehörige pflegen. Eine an der Höhe des Einkommens orientierte Gehaltsaufstockung ist in Deutschland bei der Altersteilzeit üblich und besteht seit der Einführung des Elterngeldes (2007) auch für die Betreuung von Kleinstkindern. Auch ein Anspruch auf Vaterschaftsurlaub wird als Option für eine stärkere Einbeziehung der Väter genannt.
Laut Gender-Datenreport hat sich bezüglich der Menge an Zeit, die für bezahlte und für unbezahlte Arbeit aufgewendet wird, in den zehn Jahren zwischen 1991/1992 und 2001/2002 „eine gewisse Angleichung“ zwischen Frauen und Männern vollzogen: Frauen wandten für unbezahlte Arbeit weniger Zeit auf als zuvor, und Männer verringerten stärker als Frauen die Zeit für bezahlte Arbeit.
Eine Förderung einer besseren Vereinbarkeit von Familie und Beruf wird bisweilen als Alternative zu anderen Maßnahmen der Gleichstellungspolitik genannt. Beispielsweise wird die Ansicht vertreten, dass Angebote der Kinderbetreuung und flexible Arbeitszeiten eine Quotenregelung überflüssig machten. Andere meinen, eine tatsächliche Gleichstellung erfordere dennoch den stärkeren politischen Druck einer Quotenregelung.

### Caregiver Discrimination
Eine Ungleichbehandlung aufgrund von Fürsorgepflichten wird im englischen unter den Begriff caregiver discrimination oder auch die Bezeichnung family responsibilities discrimination gefasst. Gender und Care-Arbeit-Verpflichtungen sind verschiedene Merkmale, selbst wenn sie in Hinsicht auf Personenkreis und Auswirkungen überlappen.
Die US-amerikanische Equal Employment Opportunity Commission (EEOC) gab am 23. Mai 2007 Richtlinien bezüglich gesetzeswidriger Ungleichbehandlung von Arbeitnehmern mit familialen Betreuungspflichten heraus. Darin wird festgestellt, dass die Enforcement of Equal Opportunities Gesetze eine Diskriminierung betreuender Personen an sich zwar nicht verbieten, dass aber Arbeitnehmer, die Kinder erziehen, Behinderte betreuen oder Pflegebedürftige versorgen, aufgrund ihrer Betreuungspflichten berufliche Nachteile erleiden können, die nach Title VII des Civil Rights Act of 1964 oder dem Americans with Disabilities Act (ADA) von 1990 als rechtswidrig einzustufen sind. Insbesondere eine Diskriminierung aufgrund der Betreuung behinderter Personen ist generell unzulässig. So heißt es in der Einleitung: „Although the federal EEO laws do not prohibit discrimination against caregivers per se, there are circumstances in which discrimination against caregivers might constitute unlawful disparate treatment.“ (übersetzt: Obwohl die bundesweiten EEO Gesetze eine Benachteiligung von Personen mit Fürsorgepflichten nicht per se verbieten, gibt es Umstände, unter denen eine Ungleichbehandlung von Personen mit Fürsorgepflichten eine rechtswidrige Ungleichbehandlung darstellen könnte.). Siehe hierzu auch: Politische Entwicklungen zur Vereinbarkeit von Familie und Beruf in den USA.
In mehreren US-Bundesstaaten wurde erwogen, gesetzlich gegen family responsibilities discrimination anzugehen und beispielsweise Kriterien wie Familienstand oder Elternschaft (family status, family responsabilities, parenthood, parental status, marital or family status, familial status, caregiver status) in Antidiskriminierungsrichtlinien aufzunehmen oder es Arbeitgebern zu verbieten, Fragen zu diesen Bereichen zu stellen. In einzelnen US-Bundesstaaten sind diese Vorschriften gesetzlich verankert worden.
Auf europäischer Ebene ist es zulässig, die berufliche Eingliederung von Personen mit Fürsorgepflichten besonders zu fördern. So erlaubt die Gleichbehandlungsrahmenrichtlinie in Artikel 6 den Mitgliedstaaten, vorzusehen, „dass Ungleichbehandlungen wegen des Alters keine Diskriminierung darstellen, sofern sie objektiv und angemessen sind und im Rahmen des nationalen Rechts durch ein legitimes Ziel, worunter insbesondere rechtmäßige Ziele aus den Bereichen Beschäftigungspolitik, Arbeitsmarkt und berufliche Bildung zu verstehen sind, gerechtfertigt sind und die Mittel zur Erreichung dieses Ziels angemessen und erforderlich sind“; derartige Ungleichbehandlungen können insbesondere Folgendes einschließen: „die Festlegung besonderer Bedingungen für den Zugang zur Beschäftigung und zur beruflichen Bildung sowie besonderer Beschäftigungs- und Arbeitsbedingungen, einschließlich der Bedingungen für Entlassung und Entlohnung, um die berufliche Eingliederung von Jugendlichen, älteren Arbeitnehmern und Personen mit Fürsorgepflichten zu fördern […]“.

## Kritik
Kritik an der Vereinbarkeit von Familie und Beruf beziehungsweise zu dem Ansatz einer Work-Life-Balance bezieht sich auf den Begriff und die Problemstellung, oder auch auf inhaltliche Aspekte wie Zielsetzung, Modelle, Maßnahmen und Finanzierung.

### Kritik an Begriffen
Vereinzelt wird darauf hingewiesen, dem Begriff Vereinbarkeit von Familie und Beruf liege die Annahme der Notwendigkeit einer Vereinbarung a priori getrennter Lebensbereiche zugrunde, dabei gehe es im Grunde vielmehr um einen ganzheitlichen Zusammenhang aller Lebensbereiche. In diesem Sinne greife eine reine Betrachtung von Arbeitszeiten und Arbeitszeitverkürzungen grundsätzlich zu kurz. Einige Personen ziehen den Begriff Work-Life-Balance vor, da es sich nicht um starre Pole handele, sondern ein Gleichgewicht, das zu seiner Aufrechterhaltung immer wieder ein Austarieren verschiedener Anforderungen und Dynamiken erfordere. Auch dieser Begriff impliziere aber eine Dichotomie zwischen der Arbeit und dem (übrigen) Leben. Dabei werde Arbeit nicht als Teil des Lebens dargestellt, und als „Life“-Gegenstück zur Erwerbsarbeit würden unterschiedslos Freizeit, Familienarbeit und Nichtarbeit zusammengefasst. Die Frage der Balance kann unter verschiedenen Blickwinkeln betrachtet werden, etwa als Balance zwischen Anstrengung und Erholung. Teilweise wird daher der Begriff Life Balance bevorzugt. Teils wird auch der Ausdruck Life Domain Balance verwendet. Dieser soll die begriffliche Unschärfe verhindern, die unterstellt, dass (Berufs-)Arbeit („work“) getrennt und abseits vom Leben („life“) stattfinde. Der Beruf, gegebenenfalls auch mehrere Berufstätigkeiten nebeneinander, die Familie, soziale Aktivitäten, die Freizeit uva. sollten als verschiedene Lebensbereiche verstanden werden, die in Balance gehalten werden sollen, die sich möglichst nicht gegenseitig behindern (geringer „life-domains conflict“) und sich idealerweise gegenseitig unterstützen (hohe „life-domains facilitation“).
Umgekehrt wird kritisiert, der Begriff Work-Life Balance verdecke die Geschlechterfrage, soziale Klassenunterschiede sowie zu Grunde liegende strukturelle gesellschaftliche Widersprüche und verspreche stattdessen Lösungen in Form eines individuell erreichbaren Gleichgewichts.

### Kritik an Zielsetzungen
In Deutschland, Österreich und der Schweiz wird die Kritik an Vereinbarkeitsmodellen und -maßnahmen meist in Form eines Vergleichs zum Alleinverdienermodell oder zum modernisierten bürgerlichen Modell geäußert. So wird hervorgehoben, dass die Zeit, die für den Beruf aufgewendet wird, eben nicht für die Familie zur Verfügung steht und umgekehrt. In diesem Sinne wird in Bezug auf eine Berufstätigkeit beider Eltern (oder eines alleinerziehenden Elternteils) vor allem von einer Doppelbelastung der Eltern und verringerter Zeit für elterliche Kinderbetreuung gesprochen.
Es wird auch die Befürchtung einer wachsenden Kommerzialisierung der Lebensbereiche geäußert. Laut einer am Beispiel eines Unternehmens in den USA durchgeführten Studie werden angebotene familienfreundliche Maßnahmen nicht oder kaum genutzt, und dies stehe in Zusammenhang mit einem Wandel der Bedeutung der emotionalen Lebenswelten: In der Berufswelt würden Selbstverantwortung und Anerkennung erlebt, das Familienleben hingegen verliere an Anziehungskraft und riskiere zu verarmen. Vielfach wird hervorgehoben, ein allmähliches Verschwinden des Alleinverdienermodells sei zu beobachten, sei aber möglicherweise mehr auf ökonomische Zwänge zurückzuführen als auf eine freie Wahl der Eltern. Von konservativer Seite wird in deutschsprachigen Staaten die Bedeutung einer als traditionell angesehene Rolle der Mutter und Hausfrau hervorgehoben, wobei meist angefügt wird, dass eine derartige Rolle ebenfalls durch den Vater ausgefüllt werden könne. Europaweit bestehen Erfahrungen mit unterschiedlichen Modellen und Rollenverteilungen; dies wirft die Frage auf, ob und wie diese Erfahrungen auf das eigene Land zu übertragen sind.
Kritiker wie auch Befürworter der Entwicklung der deutschen Familienpolitik betonen die wirtschaftlich und bevölkerungspolitisch motivierte Begründung dieser Politik, mit den Zielen einer Erhöhung der Geburtenrate und der Frauenerwerbsquote, einer Verringerung der Kinderarmut und einer Verbesserung von Bildungschancen; Kritiker fügen hinzu, sie verfolge das Ziel einer Vollbeschäftigung beider Geschlechter und beruhe nicht auf tatsächlich vorhandenen Bedürfnissen der Bevölkerung. Von sozialistischer Seite wird kritisiert, die aktuelle Debatte sei bevölkerungspolitisch und nicht gleichstellungs- oder familienpolitisch begründet und ziele weder auf eine Überwindung geschlechtshierarchischer Arbeitsteilung und die Gleichstellung von Frauen, noch auf eine Verbesserung der alltäglichen Lebensverhältnisse von Frauen, Müttern und Kindern.
Die Philosophin und Theologin Andrea Günter sieht in der Intensität der Vereinbarkeitsdebatte in Deutschland eine Verdeckung anderer Themen, insbesondere einer Ratlosigkeit im Hinblick auf die allgemeine Entwicklung der Geschlechterbeziehungen und der Gesellschaft.

### Kritik bezüglich Umsetzung und Umsetzbarkeit
Das Konzept einer Vereinbarkeit wurde von der arbeitskritischen Gruppe Krisis in ihrem Manifest gegen die Arbeit als eine „erbärmliche bürgerliche Vision“ bezeichnet, die die Trennung der sozialen Sphären in (Erwerbs-)Arbeit und Privathaushalt aufrechterhalte, geschlechtsbezogene Rollenzuteilungen nicht aufhebe und nur für eine Minderheit von Besserverdienenden, die Haushalt und Kinderbetreuung an schlecht bezahlte, weibliche Angestellte delegieren könnten, überhaupt lebbar sei.
Maßnahmen wie das Elterngeld und der geplante Ausbau von Krippenplätzen sind vor allem im Hinblick auf Finanzierung, die staatliche Einflussnahme auf elterliche Entscheidungen und die Frage einer sozialen Gerechtigkeit kritisiert worden.
Oft wird hervorgehoben, die Hauptverantwortung für die Familie und für ihre Vereinbarung mit dem Beruf liege bei den Eltern. Kritiker unterstreichen dabei, dass Familien damit zunehmend unter Druck gerieten – durch einen zunehmenden finanziellen Druck, durch steigende Anforderungen an Eltern in allen Aspekten der Kindererziehung, durch mangelnde Kinderfreundlichkeit und durch eine Zunahme der Komplexität des Alltags in der modernen Gesellschaft – und dass die Gesellschaft als Ganzes einen zu geringen Anteil an dieser Belastung trage.
In Deutschland wird das Konzept der Vereinbarkeit von Familie und Beruf unter den gegenwärtigen Bedingungen bisweilen als unrealistisch (als „Schimäre“) bezeichnet. Eine Flexibilisierung der Arbeitszeit habe in der Praxis oft eine Leistungsintensivierung am Arbeitsplatz und eine noch stringentere Unterordnung des Privaten zur Folge. Auch ein Modell, bei der beide Eltern ihre Arbeitszeit je halbieren, um sich bei der Kinderbetreuung abzuwechseln, sei wegen der hohen Einkommenseinbußem vor allem für die unteren Einkommensgruppen und bei unterschiedlich hohen Einkommen der Partner „keine wirkliche Alternative zur traditionellen Aufgabenteilung“.
In Deutschland ist durch die im 21. Jahrhundert stattgefundenen Reformen in der Arbeitsmarkt-, Steuer- und Transfer-, Bildungs- und Betreuungspolitik eine widersprüchliche Übergangssituation bezüglich der Vereinbarkeit von Familie und Beruf entstanden. Das Ehegattensplitting, der geringe finanzielle Anreiz für Beschäftigungsverhältnisse oberhalb der Geringfügigkeitsgrenze und die Ausgestaltung der Transferleistungen setzen gegenläufige finanzielle Anreize. Sie wirken zugleich für und gegen eine individuelle Existenzsicherung durch Erwerbsarbeit. Die existierenden Regelungen sind stark von vorangehenden politischen Entwicklungen und gegenläufigen politischen Präferenzen geprägt.

## Sprichwörtlich
„Die Arbeit läuft dir nicht davon, wenn du deinem Kind den Regenbogen zeigst.
 Aber der Regenbogen wartet nicht, bis du mit der Arbeit fertig bist.“

„Wenn eine Frau zu Hause bei den Kindern bleibt, ist sie ein unemanzipiertes Muttchen, geht sie schnell wieder in den Beruf, ist sie eine herzlose Karrieristin.“

„So arbeiten, als könnte man ewig leben. So leben, als müsste man täglich sterben.“

Zitate, Sprichwörter und Volksmund unter Wikiquote: Familie, Kinder, Haus, Beruf, Karriere, Arbeit